# 天空的因緣集數列表
《天空的因緣》（：／）是一部由MBC製播，安排於日日電視劇時段播映的韓國電視劇。由呂貞美編劇、金鎮炯執導，金庾石、全惠妍、鄭偶然、徐漢傑、陳柱亨、高恩美、趙銀淑、李勳、卞宇珉、趙美玲主演。劇集於2023年4月17日晚間7點5分開播，全劇共120集，於同年10月20日完結。
故事講述江治煥因為無盡的貪婪和慾望，改變了兩個女兒的命運。親生女兒李海仁對他展開復仇，江治煥也無情地反擊李海仁，另一名女兒江世羅則與李海仁對立，彼此最終領悟何謂天倫之愛。

## 播出
2023年3月20日，敲定本劇自4月17日起，逢週一至週五晚間7點5分首播。5月25日，《MBC新聞特報》轉播世界號運載火箭發射，本劇因故暫停播出。8月3日，因轉播2023年國際足協女子世界盃，本劇第2次暫停播出。
8月9日，因應《MBC新聞平台》播報第6號颱風卡努的登陸特報，本劇提前至晚間6點55分首播；隔日，因應《MBC新聞特報》播報災情，本劇第3度暫停播出。
9月19日與21日，因轉播第19屆杭州亞洲運動會男子E組足球比賽，本劇暫停播出2次，22日則順延至晚間7點25分首播，並從9月25日開始，為轉播亞運會其他賽事，而停播2週至10月6日。

## 分集劇情
| 集數 | 標題 | 導演   | 編劇   | 首播日期       | 南韓收視人數 （百萬） |
| --- | --- | ------ | ------ | -------------- | --------------------- |
| 1 | 不論用什麼手段或方法，都要解決掉。 수단 방법 가리지 말고 반드시 해결해.                                     | 金鎮炯 | 呂貞美 | 2023年4月17日  | 0.604                 |
| 1996年，江治煥（金庾石飾演）為了迎娶武正建設千金全美江（高恩美飾演），而欺瞞全尚哲會長（鄭漢溶飾演），並命黃太龍（朴東彬飾演）謀害自己的戀人李順英（沈李英飾演）。羅貞任（趙銀淑飾演）得知治煥的詭計後，趕往順英所在的村莊，協助她躲避太龍的追殺。美江探望入獄的尹利昌（李勳飾演），並將未來的不幸怪罪於利昌。治煥和美江舉行盛大的婚禮，但美江心繫利昌，利昌卻只能在牢中飲恨。當治煥沉浸在擺脫貧困的勝利感，順英產下了他的女兒李海仁。順英將海仁託付給貞任後，讓自己成為誘餌，與太龍展開追逐。 | |        |        |                |                       |
| 2 | 我一定要幸福。 날 반드시 행복하게 만들어.                                                                   | 金鎮炯 | 呂貞美 | 2023年4月18日  | 0.625                 |
| 順英為了保護女兒，抱著空毯子，跳海身亡。美江忘不了利昌，並對治煥懷有敵意，而拒絕治煥的示好，令治煥倍感羞辱。太龍雖服從於治煥，但同時也將治煥的秘密呈報給尚哲。貞任為了保護海仁，而將海仁送往孤兒院。美江發現自己已懷上利昌的孩子，於是主動向治煥求歡，並在6個月後誕下女兒江世羅。8年後，海仁（金始河飾演）在慈愛院堅強地成長，世羅（金泰妍飾演）則過著備受愛戴的日子。河真宇（李柱原飾演）無法忘懷母親逝世，他為了撿被風吹走的相片，而意外落水，剛好被海仁看見。 | |        |        |                |                       |
| 3 | 我們的孩子不見了。 우리 아이가 사라졌어요.                                                                  | 金鎮炯 | 呂貞美 | 2023年4月19日  | 0.782                 |
| 河潤模（卞宇珉飾演）等人都在尋找失蹤的真宇，他的第二任妻子蔡盈恩（趙美玲飾演）卻只是做做樣子。海仁救起落水的真宇，她活潑的性格也打開真宇的心房，讓原本沉默不語的真宇終於開口說話。潤模和治煥在慈愛院尋得真宇，這促成海仁和治煥的首次相見。真宇邀請海仁到別墅玩，但海仁臨時被領養而失約。貞任得知海仁被領養後，四處尋找海仁，並發現海仁跟著養父母在市場賣藝，於是解救了海仁。海仁以為貞任是生母，希望卻落空，但她想跟隨貞任，不想再回到慈愛院。 | |        |        |                |                       |
| 4 | 是真宇哥對吧？ 진우 오빠 맞지?                                                                              | 金鎮炯 | 呂貞美 | 2023年4月20日  | 0.736                 |
| 美江為籌辦世羅的生日派對，而喚貞任即刻返家。貞任認為這或許是命運的安排，因此帶著海仁來到尚哲家。世羅視海仁為乞丐，並大發脾氣；美江則不容許貞任因海仁的存在，而疏忽世羅的教育。貞任發現海仁被養父母虐待的傷口，為此感到心痛。在世羅的生日派對上，海仁和真宇再次相遇，世羅卻因嫉妒而哭鬧，還推倒海仁。治煥為了取得武正建設的再開發事業許可權，為國土部長官準備了貴重的青瓷作為禮物；世羅卻不小心打破青瓷，並要求海仁替她頂罪。 | |        |        |                |                       |
| 5 | 如果海仁是我妹妹就好了。 해인이가 제 동생이었으면 좋겠어요.                                                 | 金鎮炯 | 呂貞美 | 2023年4月21日  | 0.624                 |
| 盈恩質疑治煥和貞任過於親近，令美江產生疑心。真宇聽見世羅威脅海仁，於是拜託潤模與盈恩收養海仁。治煥認為海仁拯救真宇的行為很勇敢，讓海仁備感窩心。大家發現青瓷被摔破，導致治煥失去尚哲的信任。幫傭吳華順（金蘭姬飾演）的兒子文道賢（洪動寧飾演）為了袒護世羅，謊稱是海仁摔破青瓷。海仁想繼續住在尚哲家，因此替世羅頂罪。治煥怒不可遏，貞任及時阻止他傷害海仁。 | |        |        |                |                       |
| 6 | 把海仁當成我女兒來扶養。 해인이 내 딸로 잘 키워볼게요.                                                      | 金鎮炯 | 呂貞美 | 2023年4月24日  | 0.810                 |
| 貞任謊稱海仁是遠房姪女，決定賠償青瓷並辭職。海仁不希望貞任為此陷入困境，而打算說出真相，世羅不允並自傷，這加深了治煥和美江對海仁的誤會。海仁羨慕世羅有治煥這樣的父親，令貞任感到心疼。治煥發現世羅才是打破青瓷的人，卻沒有責難世羅，反而教她不屈服於任何人。治煥見道賢支持世羅，便決定金援華順。潤模與盈恩感念海仁打開真宇的心房，於是向貞任提出領養海仁的想法，這令世羅怒不可遏。 | |        |        |                |                       |
| 7 | 抓住羅貞任！不論什麼手段或方法，立刻！ 나정임을 잡아와! 수단, 방법 가리지 말고 당장!                        | 金鎮炯 | 呂貞美 | 2023年4月25日  | 0.898                 |
| 貞任決定糾正世羅的錯誤，而在尚哲面前，揭露世羅脅迫海仁的事實。治煥怒火中燒，並勒住以順英挖苦他的貞任。治煥不願解僱貞任，令憤怒的美江無法再信任他，且懷疑海仁是他和貞任的私生女。貞任決定將海仁託付給潤模，令真宇雀躍不已。貞任計畫逃離尚哲家，治煥便命太龍捉捕貞任。海仁追隨著貞任的腳步，貞任為保護海仁，而和太龍搏鬥，卻被治煥駕駛的車給撞上。 | |        |        |                |                       |
| 8 | 海仁不見了，這是什麼意思？ 해인이가 사라지다니, 그게 무슨 소리야?                                           | 金鎮炯 | 呂貞美 | 2023年4月26日  | 0.821                 |
| 貞任扭到腳，海仁向路過的計程車司機利昌求救，兩人卻目睹貞任遭遇肇事逃逸意外。河家人前往尚哲家迎接海仁，卻得知貞任和海仁行蹤不明，只好欺騙失望的真宇，但潤模對治煥的說詞抱持疑慮。治煥為了開發許可權，請求潤模幫忙和他擔任長官的叔父牽線，但潤模表示貞任才是促成會面的人，同時心繫真宇的願望，令治煥不得已動身尋找海仁。美江勸盈恩親自生養，不要領養海仁，令盈恩感到煩躁。海仁祈禱至昏厥；太龍在急診室找到了海仁。 | |        |        |                |                       |
| 9 | 一定會醒來。會沒事的。 꼭 깨어날 거야. 괜찮을 거야.                                                         | 金鎮炯 | 呂貞美 | 2023年4月27日  | 0.875                 |
| 沒見過海仁的太龍，準備向治煥匯報時，利昌謊稱海仁是他的女兒尹昭熙。治煥深受背叛感，而誓言找到貞任，並展開報復。海仁將事發經過告訴了利昌，利昌因此懷疑貞任的交通意外是蓄意謀害。在得知海仁失蹤後，真宇再次沉默不語。貞任的病情迅速惡化，所幸好轉並恢復了意識。利昌載著海仁，來到尚哲家尋覓順英的項鍊，卻發現美江的座車即是肇事車輛，而誤會美江是肇逃的兇手。 | |        |        |                |                       |
| 10 | 我……要被真宇哥家領養了。 저... 진우오빠네 입양 갈게요.                                                      | 金鎮炯 | 呂貞美 | 2023年4月28日  | 0.827                 |
| 利昌回憶向美江求婚後，和尚哲會面時，卻被控違反麻藥類管理寬限法，而被警方拘捕的過去。治煥得知海仁曾為尋覓一條天使項鍊而返家，讓他聯想到送給順英的項鍊，進而懷疑海仁是他和順英的女兒，於是決定送驗親子鑑定。 | |        |        |                |                       |
| 11 | 李海仁妳，絕對不能是我的血脈。 이해인 넌, 절대 내 핏줄이어선 안 돼。                                        | 金鎮炯 | 呂貞美 | 2023年5月1日   | 0.874                 |
| 治煥等待鑑定結果之時，深怕被尚哲知悉，但他渾然不知太龍一直跟蹤他。美江想替治煥說情，但尚哲願意為了美江將治煥拋棄。透過徵信社的調查，盈恩得知將嬰孩時期的海仁託付給機構的人，正是貞任。美江請求盈恩安排與國土部長官的會面，盈恩卻推斷海仁是治煥和貞任所生的女兒，並暗示治煥是刻意藏匿貞任和海仁；這令美江備感羞辱，於是將治煥趕出家門。貞任思考著她應該為了海仁，做出什麼選擇。 | |        |        |                |                       |
| 12 | 記得車禍發生的當下嗎？ 혹시 사고 났을 때 기억하세요?                                                        | 金鎮炯 | 呂貞美 | 2023年5月2日   | 0.802                 |
| 治煥下跪，請求尚哲相信他。世羅表明若治煥被趕出家門，她也會離家。治煥透過親子鑑定報告，確認海仁就是自己的女兒，並埋怨順英阻礙他的前程。尚哲威脅太龍，要他查明治煥所隱瞞的真相，太龍於是偷偷安裝了竊聽器。利昌為了追查真相，而詢問貞任是否記得車禍當時的經過。尚哲命手下將治煥帶往深山，並親自舉槍指向治煥，逼問他親子鑑定的結果。 | |        |        |                |                       |
| 13 | 羅貞任、李海仁，帶到我面前來。 나정임 이해인, 내 앞에 데리고 와.                                            | 金鎮炯 | 呂貞美 | 2023年5月3日   | 0.766                 |
| 治煥造假鑑定結果，而尚哲仍舊不相信治煥，還命令治煥把貞任和海仁帶到他面前。貞任康復後出院在即，她為了海仁的未來，決定將海仁送到河家。貞任要求利昌不再追查車禍真相；利昌勸貞任考慮海仁的心境，把海仁留在身邊。盈恩對潤模謊稱真宇想去旅行，再對真宇謊稱海仁已經身亡，藉此阻饒潤模領養海仁。治煥埋怨海仁的存在，以及貞任的作為，並希望他倆能像死人般不再出現。 | |        |        |                |                       |
| 14 | 要我撫養江治煥與羅貞任他倆的孩子嗎？ 나더러 강치환 나정임 두 사람 자식을 키우란 거야?                       | 金鎮炯 | 呂貞美 | 2023年5月4日   | 0.928                 |
| 尚哲威脅太龍找出貞任與海仁；治煥則誓言要對尚哲復仇。潤模收到貞任的消息，決定領養海仁，令真宇滿心期待，但盈恩心底並不想撫養治煥的女兒。貞任為了償還住院費用，和利昌交換了電話號碼，利昌也逐漸對貞任動心。因為海仁的出現，治煥獲得潤模的協助，取得城鎮再開發許可權，但這個消息對治煥而言，是一則以喜，一則以憂。治煥為了防止尚哲找到貞任與海仁，決定搶先一步解決貞任與海仁。 | |        |        |                |                       |
| 15 | 你竟敢背叛我？ 너 따위가 감히 날 배신해?                                                                    | 金鎮炯 | 呂貞美 | 2023年5月5日   | 0.925                 |
| 治煥開車撞向利昌載有海仁與貞任的計程車，親眼確認計程車翻落懸崖並爆炸起火。治煥試著安撫美江，好卸下美江的疑心。太龍錄下治煥的惡行，以此向治煥勒索封口費。 | |        |        |                |                       |
| 16 | 羅貞任死了……？ 나정임이 죽어...?                                                                            | 金鎮炯 | 呂貞美 | 2023年5月8日   | 0.758                 |
| 美江與尚哲歡慶獲得城鎮再開發許可權，美江也表達了對治煥的信任。為了許可權，治煥試圖防止潤模得知車禍消息。潤模終究聽聞貞任與海仁因發生車禍而亡的消息，傷心的真宇又陷入消沉。美江夢見利昌，感到既埋怨又傷心。美江透過盈恩得知車禍消息，世羅為此感到愧疚。尚哲懷疑治煥與車禍有所關聯，想透過太龍挖掘真相。太龍持續向治煥施壓，威脅要將真相告訴尚哲與潤模。 | |        |        |                |                       |
| 17 | 你應該選擇忠心於我。 넌 내 충신이 되는 걸 선택했어야 됐어.                                                  | 金鎮炯 | 呂貞美 | 2023年5月9日   | 0.717                 |
| 太龍威脅要將真相告訴尚哲，治煥懇求他寬裕湊錢的時間。潤模一家人為海仁送終，真宇哭著回憶海仁教會他如何緬懷亡母。治煥謊稱已準備好30億，卻在太龍赴約時，用石頭將他敲暈，並把他關進精神病院。治煥知道尚哲會為了美江而保全他，尚哲確實也已暗中聯絡警察署長，以掩蓋車禍真相。 | |        |        |                |                       |
| 18 | 多久沒家族旅行了。放鬆地去吧。 니들 가족여행 얼마만이야. 오붓하게들 다녀와.                                 | 金鎮炯 | 呂貞美 | 2023年5月10日  | 0.734                 |
| 在前往潤模家別墅的路上，利昌發現撞傷貞任的肇逃車輛尾隨著他們。利昌讓貞任與海仁先行下車，之後便被治煥駕車撞上。利昌從死裡逃生後，與貞任、海仁會合，三人隨後便投靠附近超市的老闆哲秀（朴哲民飾演）與老闆娘永喜（尹福仁飾演）。心痛的真宇，努力珍藏與海仁的回憶。在正式獲得再開發許可權後，治煥忘情歡呼。治煥重獲尚哲的信任，並帶著美江與世羅出發旅行。貞任向利昌坦白海仁遭生父追殺的事實，卻被醒來的海仁聽見。 | |        |        |                |                       |
| 19 | 那時就知道了。那個人，知道海仁是他女兒！ 그때 알았어요. 그 사람, 해인이가 딸이란 걸 알았구나!               | 金鎮炯 | 呂貞美 | 2023年5月11日  | 0.817                 |
| 利昌質問貞任，關於治煥試圖謀害她們的動機。貞任向利昌坦白真相，卻被醒來的海仁聽見。利昌心疼海仁的處境，海仁則故作堅強。哲秀得知海仁出身慈愛院，並要她警惕陌生人。貞任決定帶著海仁過著低調的生活；利昌則坦承自己遭陷害而入獄的過往，同時表白想守護貞任與海仁的心意。 | |        |        |                |                       |
| 20 | 我是尹松。是令我父母驕傲的女兒，尹松！ 나는 윤솔이다. 내 부모님의 자랑스러운 딸, 윤솔이다!                  | 金鎮炯 | 呂貞美 | 2023年5月12日  | 0.763                 |
| 貞任、利昌與海仁組成一個幸福的家庭，利昌希望海仁能像棵高聳的松樹，因此將海仁改名為尹松（全惠妍飾演）。15年後，松兒在婚宴廳工作，首次被交付畫新娘妝，但新娘（洪允和飾演）卻與新郎發生爭執。陽光化妝品舉辦十週年紀念，世羅（鄭偶然飾演）卻飲酒暴食，還因激烈運動、穿著過緊的緊身衣，而在舞台上昏厥。 | |        |        |                |                       |
| 21 | 為什麼現在才來，知道我等了多久嗎。 왜 이제 왔어요, 얼마나 기다렸다구요.                                     | 金鎮炯 | 呂貞美 | 2023年5月15日  | 0.811                 |
| 尚哲責難治煥搞砸紀念會，治煥決定編造世羅昏倒的理由，作為品牌的行銷。治煥資助道賢（陳柱亨飾演）成為檢察官，除了感到自豪外，也想利用道賢的慾望來為己辦事。真宇（徐漢傑飾演）加入大學話劇社，為了將利昌的作品搬上舞台，而尋找利昌的下落。世羅坦承自己加入舞台劇班，這令美江憶起利昌。松兒在貞任經營的炸雞店幫忙，卻誤認騎車前來找利昌的真宇為遲到的送貨員。 | |        |        |                |                       |
| 22 | 這一切，都是因為那女人。 이게 다, 그 여자 때문이야.                                                         | 金鎮炯 | 呂貞美 | 2023年5月16日  | 0.747                 |
| 真宇以為送貨是利昌所託，但卻沒有收到利昌的音訊。松兒的彩妝頻道「小叮噹頻道」受到歡迎，而吸引治煥的注意，但治煥卻對影片內容嗤之以鼻。盈恩在同學面前，調侃道賢與世羅宛如《》，同時諷刺美江會從「冰山公主」變成「老魔女」；美江對此感到不悅，便直言盈恩永遠都只會是公主身旁的丫鬟「三月」。真宇為了和利昌碰面，而前往小劇場，卻在那裡再次遇見松兒。 | |        |        |                |                       |
| 23 | 為什麼現在我會想起你。 왜 지금 당신이 생각나는 거야.                                                        | 金鎮炯 | 呂貞美 | 2023年5月17日  | 0.631                 |
| 真宇來到利昌的劇團打工，試圖討好利昌，結果反倒給人留下奇怪的印象。貞任和利昌約定，要在認識20週年的那時，舉行婚禮。美江不禁憶起利昌，而流下淚來。盈恩受美江侮辱後，向潤模訴苦。華順不滿世羅無視道賢的態度，道賢只得隱藏自己的心意。世羅買了名錶給真宇，在錄製開箱影片時，卻聯繫不上真宇。真宇決定透過松兒接近利昌，因此要求松兒讓他留宿，松兒卻誤會真宇想對她圖謀不軌。 | |        |        |                |                       |
| 24 | 雖然媽媽的初戀失敗了，但我的初戀會成功的。 엄만 첫사랑에 실패했지만, 난 첫사랑에 성공할 거거든.             | 金鎮炯 | 呂貞美 | 2023年5月18日  | 0.897                 |
| 真宇被誤會成變態，經過解釋，如願被邀請至利昌家。盈恩坦承自己是為了提升地位，才會嫁給潤模，但潤模相信她的努力與真情。世羅聯絡不上真宇，因過度執著而變得暴躁，並堅信自己的初戀會成功，結果卻得知真宇在外過夜。 | |        |        |                |                       |
| 25 | 真宇一定是跟女人在一起！ 진우 여자랑 둘이 있었나봐!                                                         | 金鎮炯 | 呂貞美 | 2023年5月19日  | 0.826                 |
| 世羅和真宇通話時，聽見了女人的聲音，這令她更加暴躁，甚至出氣在華順身上。世羅要求美江開除華順，但美江為免滋生事端，而試著安撫世羅。潤膜和盈恩懷疑真宇交了女朋友。貞任發現打給真宇的人，名叫世羅。 | |        |        |                |                       |
| 26 | 這不像像話啊！怎麼會有這種巧合！ 말이 안 되잖아! 이런 우연이 어딨어!                                        | 金鎮炯 | 呂貞美 | 2023年5月22日  | 0.815                 |
| 真宇的手機遺忘在利昌家，貞任接起世羅打來的電話後，在真宇的手機裡，發現治煥、美江、盈恩的相片，這令她過度震驚而崩潰。真宇和松兒一起練習演戲，關係越來越親近，真宇還說起對初戀——海仁的回憶。松兒得知貞任昏倒送醫後，和真宇趕往醫院，貞任的姑姑羅淑子（朴惠珍飾演）卻把氣出在松兒身上。道賢受到治煥的侮辱後，開始圖謀後日。世羅得知真宇是和利昌見面後，便主動吻了真宇，令真宇不知所措。 | |        |        |                |                       |
| 27 | 媽媽最大，媽媽說了算！聽媽媽的話！ 엄마가 대장이구 엄마 말은 법! 엄마 말 잘 듣자!                           | 金鎮炯 | 呂貞美 | 2023年5月23日  | 0.758                 |
| 真宇對世羅的舉動感到困擾，關係陷入尷尬。貞任為了防止與治煥牽扯上關係，而要求松兒別再和真宇聯絡。美江為了報復盈恩，企圖揭露真宇暗中加入舞台劇社團，結果卻發現真宇改編了利昌的作品，觸動她懷念利昌而落淚，並打消了揭發的念頭。治煥得知華順和世羅有所摩擦後，便決定開除華順，想藉此掌握道賢。 | |        |        |                |                       |
| 28 | 誰都不准碰我的家人。誰都不准！ 아무도 내 가족 못 건드려. 아무도!                                            | 金鎮炯 | 呂貞美 | 2023年5月24日  | 0.742                 |
| 貞任支持利昌重新追尋導演夢，希望他能藉此療傷。美江思念利昌而難以平復情緒，盈恩則不滿美江失約。道賢試圖打探檢方調查武正建設秘密資金案的資訊。世羅忘記要到公司開會，引發職員的不滿。松兒的化妝品，在網路上受到熱議。貞任外送炸雞到工廠，吳木燦（李太晤飾演）以為只是遇見神似貞任的人，而貞任恐將碰上治煥及尚哲。 | |        |        |                |                       |
| 29 | 就不能讓她幸福地過活嗎？ 그냥 좀 행복하게 살게 놔두면 안 되는 거야?                                         | 金鎮炯 | 呂貞美 | 2023年5月26日  | 0.795                 |
| 治煥率團參觀工廠，期盼能吸引尚哲身邊的投資客。貞任在化妝品工廠差點和治煥與尚哲碰著，所幸成功躲避他倆。松兒的產品取得專利，獲得工廠研究員的好評，但貞任擔心松兒會因此與治煥牽扯上關係。世羅想忠實呈現自己，但治煥為世羅假造的形象，卻成功讓世羅登上熱搜冠軍。治煥工作返家後，不滿美江未迎接他，反而在家喝悶酒，兩人因此發生爭執。松兒想要向首爾的化妝品公司投遞履歷，卻被貞任阻止。 | |        |        |                |                       |
| 30 | 今天見面，會明確表達我的心意。 오늘 만나서 제 마음, 확실히 얘기하려구요.                                    | 金鎮炯 | 呂貞美 | 2023年5月29日  | 0.805                 |
| 貞任雖然心疼松兒，卻仍阻止松兒前去首爾，但利昌支持松兒追夢。不幸福的美江，後悔嫁給治煥，甚至委託徵信社尋找利昌的下落，但看著世羅追隨治煥的模樣，美江決定試著遺忘利昌。盈恩得知世羅向真宇告白；真宇向世羅表明，自己只把她當成妹妹般看待。陽光化妝品招募松兒為世羅製作網路影片。 | |        |        |                |                       |
| 31 | 是哥哥你害怕。害怕我像李海仁那樣突然死掉。 오빤 두려운 거야. 이해인 걔처럼 갑자기 잃을까 봐.                | 金鎮炯 | 呂貞美 | 2023年5月30日  | 0.769                 |
| 真宇堅定地拒絕世羅的心意，令世羅陷入絕望。美江見世羅舉止有異，於是質問了真宇，此舉令盈恩大發雷霆，並與美江爭論。美江心疼失戀的世羅，同時又想起了利昌。利昌不顧貞任與淑子的反對，支持松兒到陽光化妝品就職。生病的道賢，仍打理著世羅的私事，這令華順對世羅感到氣憤。 | |        |        |                |                       |
| 32 | 我也……是時候該整理掉這段因緣了。 나도... 인연을 정리할 때가 된 거 같어요.                                   | 金鎮炯 | 呂貞美 | 2023年5月31日  | 0.633                 |
| 華順與世羅爭執，並發生拉扯衝突，過程被民眾拍下。前來應徵的松兒目睹全程，並攙扶了跌倒的華順，同時也對世羅感到失望。世羅取消了拍攝，松兒的工作也隨之落空。世羅不滿華順的行動，而對道賢發怒，道賢便轉而責難華順，令華順心灰意冷。真宇再次光顧淑子的炸雞店，應徵擔任外送員，這令貞任焦躁不安。民眾將世羅羞辱華順的影片，爆料給媒體，令治煥手足無措。 | |        |        |                |                       |
| 33 | 來我們家的那個時候。你說了……什麼謊言？ 그때 우리집 왔을 때 말야. 뭐 거짓말... 한 거 있어?                   | 金鎮炯 | 呂貞美 | 2023年6月1日   | 0.703                 |
| 貞任慌張地趕往炸雞店時，利昌刻意支開真宇，約在小劇場會面，試圖了解貞任不信任真宇的原因。松兒和真宇在公園不期而遇。治煥確認新聞裡的人是世羅和華順後，對世羅大發脾氣。治煥要求華順出席記者會，謊稱是一場誤會，結果華順卻在記者會開始前一刻失蹤。世羅希望道賢可以說服華順，但道賢不滿世羅無理對待華順而發怒。 | |        |        |                |                       |
| 34 | 吳華順小姐失蹤了。 오화순씨가 사라졌습니다.                                                                 | 金鎮炯 | 呂貞美 | 2023年6月2日   | 0.678                 |
| 華順在記者會前臨陣脫逃，感慨自己成了錢的奴隸。治煥說服美江在記者會上假扮華順，謊稱是華順是因索錢不成而羞辱世羅。盈恩發現華順是美江所假扮，便立即向潤模責難美江夫婦倆。利昌表示貞任仍舊不歡迎真宇，松兒只好謊稱自己沒有見真宇，也沒有去首爾遞交履歷。投資者們擔心股價下跌，而要求治煥為此負責。美江擔心會被人們識破，世羅也擔心遭世人責難，尚哲為此頭疼，而對治煥發怒。治煥把過錯推給道賢，要求道賢為華順所引發的事件擔責，然而華順與木燦已決心辭職。 | |        |        |                |                       |
| 35 | 都是因為我。如果我好好做的話…… 나 때문이야. 나만 잘 했으면...                                               | 金鎮炯 | 呂貞美 | 2023年6月5日   | 0.674                 |
| 華順曾經蒙受恩惠，如今卻承受委屈，她選擇捍衛清白，並聯同木燦提出辭呈。美江責難華順是事件的滋事者，於是道賢誓言追查真相，藉此對治煥及美江施壓。道賢嘗試聯繫身為目擊者的松兒，卻被松兒誤認為詐騙份子，真宇則是擔心世人的言論傷及世羅。治煥威脅道賢罷手，世羅對此自責萬分，於是請求道賢幫助治煥。道賢察覺世羅不太對勁，才發現世羅在房內服藥自盡。 | |        |        |                |                       |
| 36 | 河真宇，都是因為你！ 다 하진우 너 때문이야!                                                                 | 金鎮炯 | 呂貞美 | 2023年6月6日   | 0.674                 |
| 道賢抱起世羅，送醫急救。治煥將世羅的脫序及自殺行為，怪罪於拒絕世羅的真宇，於是毆打了真宇；盈恩見狀出言喝斥，並要求潤模與治煥一家人斷絕來往。美江自責忽略世羅感受的同時，也怪罪華順，令華順內疚不已。家人慶祝松兒的生日，而松兒希望貞任能夠給她兩個月追夢的時間。難過的道賢，也攻擊了真宇。 | |        |        |                |                       |
| 37 | 對世羅做好心理準備。 세나 마음의 준비 하라고 하더라.                                                        | 金鎮炯 | 呂貞美 | 2023年6月7日   | 0.646                 |
| 華順可憐世羅，而要求道賢別聯絡松兒。道賢從華順口中，得知世羅被真宇拒絕，令他氣憤地攻擊了真宇，並向真宇宣戰，表明他對世羅的愛意。世羅的自殺消息，使投資者紛紛撤資，導致陽光化妝品瀕臨破產。治煥為了籌措資金，而向潤模下跪，但潤模認為治煥是個沒有誠信的商人而回絕。世羅的情況惡化，美江自責放任孤獨的世羅。失憶的治煥，向道賢承認了甲質事件的真相，但他不後悔選擇保護世羅與公司。道賢為了報恩，只得向宣周集團出擊。 | |        |        |                |                       |
| 38 | 這是扣押搜索票。 압수수색 영장입니다.                                                                       | 金鎮炯 | 呂貞美 | 2023年6月8日   | 0.788                 |
| 道賢向潤模出示扣押搜索票，指控宣周集團涉嫌設立不法秘密資金。憤怒的盈恩，為了找出道賢的弱點，而約華順飲酒，席間得知道賢是治煥的「1號獎學生」。真宇對道賢的作為感到氣憤，並要道賢別招惹他的家人。治煥為了解救陽光化妝品，而東奔西走。利昌擔任藝術節的總監，並推舉貞任擔任副監督。松兒為世羅祈禱，並向陽光化妝品以外的其他公司投遞履歷。治煥得知道賢搜查宣周集團後，重拾自信並竊喜。 | |        |        |                |                       |
| 39 | 世羅活下來，和媽媽一起活著。媽媽保護妳。 세나야 살자, 엄마랑 살자. 엄마가 지켜줄게.                         | 金鎮炯 | 呂貞美 | 2023年6月9日   | 0.629                 |
| 在道賢和治煥的夾擊下，潤模與盈恩被逼得無路可退。自責的美江，誠心祈禱，但世羅的心跳卻突然停止。華順想帶著家人重新開始，並勸道賢收手。治煥確信潤模會為了解除危機，而回心轉意，結果期望落空。經過搶救的世羅終於甦醒，美江發誓做個堅強的好媽媽。陽光化妝品瀕臨破產的前一刻，潤模代為還款；正當治煥高興地向尚哲吹噓時，真宇和盈恩卻突然造訪，宣布宣周集團的投資條件。 | |        |        |                |                       |
| 40 | 我現在怎麼見真宇哥。 나 이제 진우오빠 어떻게 보라구.                                                        | 金鎮炯 | 呂貞美 | 2023年6月12日  | 0.696                 |
| 宣周集團以任命盈恩為陽光化妝品的代表，作為投資的條件，令治煥備受屈辱又憤怒，但尚哲同意了此項協議。美江與世羅各有反省，與對方和解。道賢探望甦醒的世羅，但世羅等待的人卻是真宇。世羅埋怨道賢與宣周集團為敵，使她沒臉面對真宇。盈恩為了挽救陽光化妝品的形象，著手調查甲質事件，而再度和治煥槓上。松兒以目擊者「助人女」的身份，回應了陽光化妝品留言板上的文章。 | |        |        |                |                       |
| 41 | 蔡盈恩決定公開處刑，無論用什麼手段都要阻止。 채영은이 하려는 공개처형, 무슨 수를 써서라도 막아.             | 金鎮炯 | 呂貞美 | 2023年6月13日  | 0.745                 |
| 盈恩在網路上，發文尋找「助人女」。松兒回應了盈恩，因此盈恩決定舉行三方對質直播。美江以世羅對人群產生恐慌為由，試圖說服盈恩收手，但盈恩執意釐清真相。治煥受到道賢與職員的幫助，並指使木燦隱密地支開助人女。結果，治煥發現他們攔截的助人女，是盈恩的姪女所假扮的。掉入陷阱的治煥，來不及阻止真正的助人女——松兒現身直播會議室。 | |        |        |                |                       |
| 42 | 結果你！也是……連我都守護不了世羅。 결국 당신은! 나도... 세나도 못 지켰어.                                   | 金鎮炯 | 呂貞美 | 2023年6月14日  | 0.702                 |
| 盈恩舉行「甲質爭議的真相」直播，請松兒、世羅、華順進行三方對質，吸引了7萬4千人觀看。治煥不得其門而入，美江認為他連世羅都守護不了而發怒。松兒坦言聽聞世羅做出極端的選擇時，內心感到煎熬，因此想要聽聽世羅的立場。世羅從松兒溫暖的話中，得到慰藉，並坦承自己的缺失與真相。盈恩向華順追問道歉記者會的真相，並公佈治煥試圖用錢解決甲質事件的影片。美江斷定治煥無法再守護世羅，因此決定和他離婚。治煥氣憤地闖進社長室，掐住盈恩的脖子；世羅見狀，受到衝擊，並試圖阻止治煥。 | |        |        |                |                       |
| 43 | 原諒我一次，盈恩啊。真的對不起…… 한 번만 용서해줘 영은아. 정말 미안하다......                               | 金鎮炯 | 呂貞美 | 2023年6月15日  | 0.722                 |
| 治煥因攻擊盈恩而被送進警局，美江為此向盈恩下跪，乞求她原諒他們一家人，但治煥卻不以為意。松兒帶著世羅來到小劇場，世羅從中受到撫慰，並體會到溫暖的友誼。盈恩為了公司著想，而放棄提告，並提醒美江注意治煥的情緒控管問題。世羅在小劇場，遇見了利昌。美江得知世羅目擊了治煥攻擊盈恩的場面後，憤怒地揍了治煥兩拳。 | |        |        |                |                       |
| 44 | 我們松兒到底為什麼會在這……那麼她見過蔡盈恩了？！！！ 우리 솔이가 대체 왜 여길...그럼 채영은을 만난 거야?!!! | 金鎮炯 | 呂貞美 | 2023年6月16日  | 0.739                 |
| 世羅受邀到松兒家用餐，並感受到家的溫暖。美江坦承為了傷害利昌，而嫁給不愛的人，自認為此付出慘痛的代價；同時，也認為治煥失去當丈夫與父親的資格，為了世羅著想，決定和治煥離婚。治煥只剩下家庭，而試著挽回美江。看見松兒和盈恩同框出現在甲質事件真相的影片後，貞任感到恐慌；另一方面，盈恩向松兒提出工作邀約。世羅坦言從未受到父親的認可，利昌開導她應先珍視自己。治煥得知世羅自殺前，仍掛念著他後，自覺是個無能的父親，並決心成為盈恩的狗。美江從世羅口中，得知松兒的父親是尹利昌導演。 | |        |        |                |                       |
| 45 | 利昌先生我想你。真的好想你…… 보고 싶어 이창씨. 당신이 너무 보고 싶어...                                     | 金鎮炯 | 呂貞美 | 2023年6月19日  | 0.701                 |
| 世羅知道治煥對她的愛，但還是羨慕松兒有個和藹的父親。美江聽聞利昌的名字而受到衝擊，並憶起過去，她誓言要再見到利昌，因此和世羅相約前往小劇場。尚哲想起美江回憶利昌的模樣，便決定追查利昌的下落。貞任對松兒的謊言感到生氣，且不准松兒到陽光化妝品任職；另一方面，貞任也向利昌坦白松兒與真宇之間複雜的關係。治煥為了世羅，決定放下自尊，想向盈恩求職，但保全禁止他接近盈恩，這一幕剛好被松兒撞見。 | |        |        |                |                       |
| 46 | 我要到陽光就職了！ 저 샤인에 취직했어요!                                                                    | 金鎮炯 | 呂貞美 | 2023年6月20日  | 0.750                 |
| 盈恩提供松兒一份合約，提議由陽光化妝品負責行銷與販賣她所開發的唇膏。為了挽救婚姻，治煥跪求盈恩見他一面，且無論任何職位他都願意接受。美江來到小劇場，確認松兒的父親，正是她朝思暮想的利昌。松兒前往大學劇團找真宇時，撞見真宇安慰世羅的情景。美江依舊深愛著利昌，並誓言要把利昌從松兒身邊奪走。 | |        |        |                |                       |
| 47 | 你真的要離婚嗎？！真心的嗎？ 너 정말 이혼하려고?! 진심이야?                                                 | 金鎮炯 | 呂貞美 | 2023年6月21日  | 0.806                 |
| 松兒發覺自己喜歡真宇，並向利昌傾訴，利昌便為她打氣。治煥勸誘世羅繼續擔任品牌模特兒，令世羅對父親的期望幻滅。美江厭惡治煥的所有，因此簽好了離婚協議書，還請盈恩提供證詞，證實治煥的暴行。松兒期待能和真宇共事，卻發現貞任仍為15年前的事故所困，且經常感到焦慮；自責的松兒，打算推遲首爾的工作邀約，但貞任思慮過後，並不想阻礙松兒的未來。治煥極力挽回美江，並竊聽尚哲與美江的談話，得知美江想與利昌重修舊好。 | |        |        |                |                       |
| 48 | 我要搬去那間房子了。這是怎麼辦到的？ 그 댁으로 가는 거예요. 어떻게 이런 일이 있죠?                          | 金鎮炯 | 呂貞美 | 2023年6月22日  | 0.783                 |
| 尚哲為了美江的幸福，而提供利昌的資訊給美江，治煥則藉由竊聽得知一切。世羅從道賢口中，得知美江向治煥提出離婚。治煥想要竊取利昌的資料，卻假意跪在美江的床邊哭泣，藉此博取世羅的同情。世羅不樂見父母離婚，因此持反對意見。世羅向盈恩下跪，請求她繼續開發「世羅」此一品牌。松兒為了工作，而搬到河家，和河家人和睦相處，貞任卻因感到空虛而落淚。治煥唆使華順竊取利昌的資料。美江前去小劇場見利昌。 | |        |        |                |                       |
| 49 | 妳怎麼會……！妳為什麼會在這？ 니가 어떻게...! 니가 왜 여기있어?                                              | 金鎮炯 | 呂貞美 | 2023年6月23日  | 0.611                 |
| 在利昌的鼓勵下，世羅決定重新開始模特兒事業，這令美江更加確信世羅需要利昌。美江終於和利昌重逢，但利昌忠於家庭，而希望美江遺忘過去。世羅偶然發現松兒住在真宇家，她出於嫉妒，而在公司匿名留言板上，毀謗松兒是勾搭真宇才獲得聘用。利昌突然遭都廳撤銷藝術節總監的職務，他懷疑是尚哲所為，而懇求美江高抬貴手，還他清白。美江得知利昌是遭人構陷後，和尚哲理論，而治煥樂見他倆決裂。尚哲否認有誣陷利昌之情事，美江才意識到是治煥的詭計，於是賞了治煥一巴掌。松兒質疑世羅是匿名發文者。 | |        |        |                |                       |
| 50 | 是你讓尹利昌成為吸毒犯。 당신이 윤이창씨 마약 사범 만들었어.                                                | 金鎮炯 | 呂貞美 | 2023年6月26日  | 0.723                 |
| 儘管治煥矢口否認，但美江確信是治煥誣陷利昌為吸毒犯。美江向尚哲坦白世羅的身世，請求尚哲協助尋找失蹤的太龍。貞任得知治煥以世羅品牌本部長身份復職後，希望松兒辭職。利昌向貞任坦白見過初戀，並誓言洗刷罪名。真宇懇請盈恩揪出造謠者，藉以闢謠。美江得知治煥定期捐款給某一間精神病院。松兒前往保安室尋找證據，決定對造謠者提告散播不實謠言與名譽毀損罪，這令世羅感到不安。 | |        |        |                |                       |
| 51 | 我真的希望你能從我眼前消失。 진짜 내 눈앞에서 사라져버렸음 좋겠어.                                          | 金鎮炯 | 呂貞美 | 2023年6月27日  | 0.666                 |
| 盈恩發布官方影片，聲明會揪出匿名留言板事件的犯人。透過保安室的調查，松兒與真宇取得發文的IP位址。世羅感到焦慮，並向道賢尋求協助。美江得知治煥趕往精神病院後，確信太龍被關在裡頭。美江向利昌揭露對治煥的質疑，且對於當時沒有相信利昌感到後悔。美江坦承世羅是他們的女兒，並希望他能拋下沒有血緣關係的松兒，回到她與世羅身邊，這消息令利昌深受衝擊。治煥來到小劇場，出拳揍了利昌，美江則賞了治煥一巴掌，要他為誣陷利昌付出代價。美江來到利昌家，卻遇見貞任。 | |        |        |                |                       |
| 52 | 羅貞任，妳怎麼會在利昌先生家？ 나정임 니가 왜 이창씨 집에 있어?                                             | 金鎮炯 | 呂貞美 | 2023年6月28日  | 0.801                 |
| 美江來到利昌家，想說服利昌的妻子放棄利昌，卻發現利昌的妻子就是貞任。美江發洩怒氣後，質問貞任為何裝死，又如何成為利昌的妻子，以及松兒是否就是李海仁。貞任坦白海仁的身世、和利昌的相遇，以及治煥試圖謀害她們；美江則坦白世羅的身世，並威脅貞任離開利昌，否則將會揭露松兒的身世。貞任向利昌揭露松兒的生父即為治煥，並決定和利昌離婚，再帶著松兒出國。利昌認為所有人的不幸係因治煥所致，因此和治煥互毆。世羅向松兒表明她喜歡真宇已逾20年，並要求松兒離開公司，但松兒無法容忍世羅為此而污衊她。 | |        |        |                |                       |
| 53 | 可以跟大叔談一談嗎. 아저씨랑 얘기 좀 할까。                                                                 | 金鎮炯 | 呂貞美 | 2023年6月29日  | 0.842                 |
| 世羅用賄賂的方式，刪除了網咖的監視器影像，使得松兒與警方碰壁，但街道的監視器卻不易解決。世羅故意撞上松兒，導致咖啡撥灑在名牌包上，想藉此要脅松兒與她和解，但卻被目睹全程的利昌給拆穿。世羅坦承是嫉妒心作祟，利昌則開導她友情價更重的道理。治煥打斷了世羅與利昌的談話，並得知世羅與松兒的紛爭，這令他怒不可遏。治煥得知松兒將和家人展開新進員工家族旅遊後，謀劃了一個邪惡的計畫，並請木燦採買瓦斯桶等用品。 | |        |        |                |                       |
| 54 | 尹瑟，妳在背後捅我一刀？ 윤솔 니가 내 뒤통수를 쳐?                                                          | 金鎮炯 | 呂貞美 | 2023年6月30日  | 0.728                 |
| 治煥謊騙木燦，請他把動過手腳的瓦斯桶和紅酒，佈置在松兒一家人投宿的山莊。松兒同貞任、利昌、真宇踏上新進員工家族旅遊，而真宇在餐後先行返程。世羅得知真宇和松兒一起去旅行後，氣憤地和盈恩理論，但盈恩沒有理睬她的抗議。世羅跑去山莊大鬧，把木材灰燼翻撒出來；松兒不想影響到父母，便說服世羅到車上談。貞任與利昌喝了紅酒後開始頭暈，灰燼則引發火災；利昌見狀，趕緊救出貞任，但自己卻被倒塌的建材給砸暈。治煥透過監視器，發現世羅的身影；松兒與世羅則聽見山莊傳來爆炸聲。 | |        |        |                |                       |
| 55 | 山莊沒有發生火災吧？！ 산장에서 불난 거 아니지?!                                                            | 金鎮炯 | 呂貞美 | 2023年7月3日   | 0.848                 |
| 貞任與利昌傷重送醫。治煥唆使木燦刪除山莊的監視器畫面，世羅則刪除了行車記錄器的資料。警方發現起火點在山莊外，加上監視器影像遺失，故懷疑該起案件是蓄意縱火。松兒責難世羅的無理取鬧，導致她無法及時保護父母，但世羅不願認錯，還試圖謊騙真宇。道賢見木燦擔心受怕的模樣，才發現治煥利用了木燦。美江得知利昌命危，便哀求父親拯救利昌。尚哲從華順口中，得知治煥原預計前往山莊，於是暗中調查了治煥。利昌術後終於甦醒，令治煥與世羅陷入不安。 | |        |        |                |                       |
| 56 | 很謝謝你活下來，爸爸！！！ 살아줘서 너무 고마워 아빠!!!                                                     | 金鎮炯 | 呂貞美 | 2023年7月4日   | 0.817                 |
| 利昌甦醒後，松兒流下感恩的淚水。警方要求世羅配合調查，令世羅既不安又憤怒。尚哲質疑治煥謀害利昌，但治煥不僅否認犯行，還利用世羅被列為嫌疑人一事來轉移焦點，企圖動搖尚哲。尚哲看過道賢提出的監視器影像後，確認是世羅引燃氣體。道賢對治煥利用木燦感到憤怒，但治煥卻說服他抓緊向上爬升的機會。貞任甦醒後，因腦部受創而智能退化，把松兒誤認為順英。治煥假扮成醫生，對利昌注射了乳酸林格氏液，並嫁禍給松兒，企圖讓松兒成為為詐領保險金而謀害雙親的罪犯。 | |        |        |                |                       |
| 57 | 羅……貞任？！妳……不是死了嗎。妳怎麼會。 나...정임?! 너... 죽었잖아. 니가 어떻게.                             | 金鎮炯 | 呂貞美 | 2023年7月5日   | 0.696                 |
| 治煥在醫院樓梯間撞見貞任而大吃一驚，貞任則因憶起治煥的種種惡行，而對治煥發怒；兩人因故發生拉扯，治煥遂將貞任甩下樓梯後逃逸。松兒發現貞任倒臥在血泊中，並再次陷入昏迷，被注入液體安眠藥的利昌則就此辭世。經道賢的調查，治煥得知貞任以利昌的妻子「羅貞熙」之身份活著，以及尹松就是海仁的事實，但他為了保護世羅，仍執意陷害松兒。道賢以有縱火殺人之可能，不顧松兒的反對，堅持對利昌進行驗屍。治煥謀害利昌時所戴的手套，遺留在貞任受傷的現場，為了湮滅證據，治煥悄悄潛入貞任的病房，卻被淑子和松兒發現。警方以縱火兼弒親未遂之嫌，緊急逮捕正為利昌舉辦喪禮的松兒。                                                                         | |        |        |                |                       |
| 58 | 一定會水落石出。犯人並不是尹松。 반드시 밝혀낼 거야. 윤솔씨가 범인 아니라는 거.                             | 金鎮炯 | 呂貞美 | 2023年7月6日   | 0.821                 |
| 被羈押的松兒感到冤枉，並想起利昌生前鼓勵她要懂得捍衛自身清白。面對利昌的死亡，治煥暗自竊喜，美江卻難以接受這個惡耗。世羅緬懷利昌而哀傷，道賢則要世羅相信並依賴他。真宇和道賢爭論，但道賢要真宇提出松兒並非犯人的證據。檢警發現紅酒裡摻有治煥栽贓給松兒的藥物，新聞也導向不利松兒的輿論。真宇為了證明松兒的清白，開始東奔西走，四處尋找監視器、行車紀錄器等影像資料。真宇請求世羅出庭作證，但世羅卻以松兒是個雙面人為由，拒絕證實松兒與利昌的關係親近。法庭上，道賢指控松兒為了12億韓圓保險金，而謀害父母。 | |        |        |                |                       |
| 59 | 請求傳喚江世羅作為證人。 강세나씨를 증인으로 요청합니다.                                                    | 金鎮炯 | 呂貞美 | 2023年7月7日   | 0.733                 |
| 道賢指控松兒為了詐領保險金，以及擺脫患有焦慮症的貞任，而對雙親下藥，並破壞瓦斯桶閥門後，獨自離開山莊；但松兒反駁道賢的訊問，並主張自己遭到誣告。美江透過尚哲得知是世羅引燃氣體，並以為治煥及時拯救了世羅。真宇拜託世羅出庭作證；治煥與道賢則嘗試阻撓，但因目擊者的出現而未果。世羅對事發當晚的經過作出虛假陳述，於是真宇公開世羅在匿名留言板上毀謗松兒的文章。世羅又謊稱匿名文章是依據松兒所言，羅織松兒喜歡攀龍附鳳、擔心他人知曉父親背有前科等。松兒冷靜思考後，察覺道賢與世羅是為了掩蓋世羅可能引發火災的罪行，而誣陷她。 | |        |        |                |                       |
| 60 | 起火點是在這個位置。 발화가 시작된 위치가 바로 이 지점입니다.                                               | 金鎮炯 | 呂貞美 | 2023年7月10日  | 0.689                 |
| 松兒將她的懷疑，告訴了真宇和律師（李昌飾演）。松兒方信誓旦旦握有決定性證據，這令治煥、世羅、道賢坐立難安。木燦對松兒感到歉疚，華順則感念松兒先前出手相助。真宇將世羅用來潑灑灰燼的鏟子送驗，但道賢早已在山莊調包鏟子，導致鏟子上僅有松兒的指紋，且道賢還在法庭上質疑真宇是共犯。治煥希望道賢對松兒求處終身監禁，但因松兒對母親有恩，而改為求處12年有期徒刑。美江無法信任治煥，便要求治煥安排她與太龍見面，但太龍精神狀態不佳。松兒最終遭判4年有期徒刑而入獄，太龍則從精神病院逃了出來。 | |        |        |                |                       |
| 61 | 現在我要緊緊地守在媽媽身旁。 이젠 엄마 옆에서 꼬옥 붙어 같이 살 거야.                                       | 金鎮炯 | 呂貞美 | 2023年7月11日  | 0.797                 |
| 4年後，真宇迎接松兒出獄，而松兒誓言要讓真兇付出代價。美江也懷有復仇的念頭，並厭惡謀害利昌的松兒。松兒先後對世羅、治煥、道賢下馬威，預告她昭雪的決心，並戲稱道賢只不過是「小姐的僕人」。河家人相信松兒的清白，盈恩更建議松兒參加面膜開發競賽，取得特聘資格、重回公司。貞任的神智尚未痊癒，並在看見治煥的照片後，陷入崩潰。松兒拿著治煥、順英、貞任三人的合照，來到公司找治煥。 | |        |        |                |                       |
| 62 | 可以解釋一下這張照片嗎？ 이 사진에 대해서 설명해주시겠어요?                                                 | 金鎮炯 | 呂貞美 | 2023年7月12日  | 0.766                 |
| 治煥聲稱不記得順英，暫時矇混過去。盈恩邀請松兒作為外部人員參加競賽，雖然引起治煥一家人的反彈，但獲得新任代表大衛·周的許可。太龍探望倖存的貞任，感到欣慰之際，偶遇同樣倖存的海仁，於是便向松兒透露治煥知曉其親生父母。世羅竊取了松兒這一隊的資料，但在報告時，卻無法回答相關問題。治煥在賽前唆使木燦調包松兒的USB，但松兒臨危不亂地改以純口說方式報告，並更換了報告內容，最終獲勝。賽後，松兒向治煥追問其親生父母的身份。 | |        |        |                |                       |
| 63 | 這個人……是生下我的人嗎！ 이분이... 절 낳아주신 분이군요!                                                    | 金鎮炯 | 呂貞美 | 2023年7月13日  | 0.975                 |
| 治煥謊稱不認識松兒的親生父母後，不安地來到炸雞店，確認貞任尚未恢復神智，但此舉卻觸發貞任對他的恨意，兩人又發生肢體衝突。世羅在競賽中輸給了松兒而感到憤怒。道賢安慰世羅之際，也開始圖謀後日。松兒來到慈愛院，得知親生母親就是貞任口中的順英，並取得了順英的相片；改名周浩英的周潤發（安東燁飾演）則認出松兒。太龍寄了包裹到全會長家，治煥擔心威脅的內容被家人知曉。治煥來到精神病院，渾然不知太龍早已收買了院方人士，以為太龍同樣神智不清，便斷定包裹是松兒的詭計。松兒與淑子確認了監視器影像，得知貞任和治煥發生過爭執。 | |        |        |                |                       |
| 64 | 多虧你，我學到很多。得到了很大的教訓。 니 덕에 내가 아주 큰 공부를 했어. 큰 교훈 얻었고.                    | 金鎮炯 | 呂貞美 | 2023年7月14日  | 0.787                 |
| 浩英成為淑子家的房客，並以大衛·周之名掌舵陽光國際。面膜競賽第2階段，公佈得以銀耳與水盆草作為原料。松兒要求世羅正正當當地競賽。為了獲得最好的原料，松兒拜訪了農場，並取得材料；世羅跟在松兒後頭，卻因辱罵農場主人的孫女而遭驅趕。道賢請木燦關掉監視器，好對松兒、真宇這組的面膜動手腳，結果卻被真宇裝設的攝影機給錄下。競賽發表當日，世羅敷上面膜後，卻引起過敏反應，因此由真宇這組獲勝，松兒也再次成為正式職員。治煥聽見松兒和太龍通話。 | |        |        |                |                       |
| 65 | 李順英小姐是否還活著，我想要知道。 이순영씨가 살아 계신지, 알고 싶어서요.                                   | 金鎮炯 | 呂貞美 | 2023年7月17日  | 0.798                 |
| 世羅對松兒重回公司感到嫉妒又不安，說服松兒轉職未果，兩人發生肢體衝突，剛巧被真宇撞見並制止。松兒和真宇前往警察局，調閱順英的消息，卻得知順英在她出生當天身亡，且非死於醫院。員工抗議公司錄取前科犯，但大衛為松兒的入社程序背書；世羅為了剷除松兒，透過視訊向大衛哭訴自己遭受威脅，結果大衛卻決定舉辦新模特兒選拔。太龍突然現身治煥的辦公室，手握兩人對話的證據。 | |        |        |                |                       |
| 66 | 找到我的親生母親了。 저희 친어머니를 찾았어요.                                                              | 金鎮炯 | 呂貞美 | 2023年7月18日  | 0.781                 |
| 太龍威脅治煥補償他過去15年的歲月；治煥對太龍的嘲弄與挑釁感到憤怒，卻無力還手。治煥矢口否認知曉松兒的親生父母，而松兒得知順英死於意外後，誓言查明真相。松兒以道賢先前對面膜動手腳的影片，威脅道賢。世羅要求松兒不得參加模特兒選拔、離開公司，並攻擊、污衊松兒，松兒也回擊了世羅。松兒透過真宇，得知潤模是治煥的大學同窗；而潤模知道松兒的生母是順英後，大吃一驚。治煥聽聞松兒找上潤模，便趕往河家。 | |        |        |                |                       |
| 67 | 提告傷害，你絕對不要和解。 폭행으로 집어넣고 너 절대 합의해주지 마.                                         | 金鎮炯 | 呂貞美 | 2023年7月19日  | 0.819                 |
| 潤模得知順英死後，感到悲傷，並推測松兒是治煥的女兒，這令松兒受到了衝擊；治煥虛情假意地謊稱不知順英懷孕、死亡，松兒與潤模便決定給予治煥五天說出真相的時間。美江與世羅打算對松兒提吿傷害罪，並威脅公司組員做偽證；盈恩剛巧撞見，便斥罵美江母女。尚哲出於對松兒的好奇，而來到淑子的炸雞店，卻遇見貞任。 | |        |        |                |                       |
| 68 | 妳也是我女兒呀。 너도 내 딸이야.                                                                            | 金鎮炯 | 呂貞美 | 2023年7月20日  | 0.773                 |
| 尚哲發現貞任與海仁未死，也看穿道賢的野心，於是分別向治煥、道賢施壓。治煥扮演慈父的模樣，企圖攏絡松兒，但背地裡卻為了阻礙松兒擔任模特兒，而與道賢密謀，刻意拍下貞任看見火後的激動反應，並在網路上散佈相片。陽光國際收到許多投訴，美江企圖藉機攆走松兒，但盈恩為松兒擔保。松兒遭到網路攻擊，而陷入崩潰。 | |        |        |                |                       |
| 69 | 不要再傷害公司了，快點辭職滾蛋！ 회사에 더 이상 피해주지 말고 사표내고 꺼져!                                | 金鎮炯 | 呂貞美 | 2023年7月21日  | 0.707                 |
| 美江責難松兒對利昌忘恩負義，道賢則要求松兒勿公報私仇。治煥提及世羅試圖自殺時，對他造成的傷痛，來假意心疼松兒，並建議松兒出國避風頭。盈恩公開為松兒的入職程序背書；治煥與道賢卻收買中國大陸廠商，以延遲產品的生產，並刻意利用人頭拋售股票，使股價下跌。松兒、盈恩為防止對方面臨興訟並保有工作，而誤信治煥與道賢的兩面手法，相繼辭職。 | |        |        |                |                       |
| 70 | 我在尋找並收集證據。 제가 찾아보고 증거를 모으고 있었어요.                                                  | 金鎮炯 | 呂貞美 | 2023年7月24日  | 0.789                 |
| 盈恩為損害賠償而煩惱，真宇便安慰了她。道賢作繭自縛，遭大衛責罵未妥善處置陸商合約和股價消息，而備感屈辱。松兒透過世羅的組員，得知治煥曾經操縱輿論，來形塑世羅的形象。松兒與真宇狀告大衛，並嘗試收集操作負評輿論的證據，也發現道賢和報導假新聞的記者關係匪淺。治煥、美江、世羅歡慶松兒、盈恩的失敗，而尚哲看著傲慢的治煥卻束手無策。松兒透過潤模，得知太龍曾是治煥的心腹，他倆也察覺治煥是在愚弄他們，松兒因此誓言反擊治煥。 | |        |        |                |                       |
| 71 | 今天河潤模會長舉著白旗到來。 오늘 하윤모 회장이 와서 백기를 들고 갔습니다.                                  | 金鎮炯 | 呂貞美 | 2023年7月25日  | 0.795                 |
| 真宇同大衛向陸商接觸，得知內情。松兒佯裝接受出國留學的提議，治煥便派木燦跟蹤確認松兒和貞任是否真的出境，但木燦被大衛使計擾亂。尚哲指示道賢勸阻治煥向潤模施壓，但治煥假意安慰潤模，執意說服潤模出售陽光國際持股，以支付盈恩和真宇對公司的損害賠償金。潤模安慰沮喪的盈恩，認為她已盡力保護下屬。大衛召開會議，否決松兒與盈恩的辭呈，並宣布已和陸商簽訂合約，同時任命真宇追查操縱輿論與股價的犯人。治煥與道賢為了取回股權而著急。 | |        |        |                |                       |
| 72 | 所以是多少錢。損失了多少。 그래서 얼마야. 얼마 손해 봤어.                                                   | 金鎮炯 | 呂貞美 | 2023年7月26日  | 0.896                 |
| 治煥因操縱股價失利，損失了68億韓元，令尚哲怒不可遏。由於順英死於治煥和美江結婚當日，松兒認為事有蹊蹺。松兒將放有順英相片的包裹，寄給美江，但美江不以為意；治煥懷疑這是太龍所為，松兒則對此裝傻。松兒沒有戳破治煥的假面具，反倒聲稱想成為治煥的家人；於是，松兒向世羅透露自己有個妹妹，並稱呼美江為媽媽，刻意令治煥手足無措。 | |        |        |                |                       |
| 73 | 媽媽⋯⋯！和媽媽住過這房間！ 엄마...! 이 방에서 엄마랑 지냈어!                                                | 金鎮炯 | 呂貞美 | 2023年7月27日  | 0.831                 |
| 松兒聲稱是想拉近距離，才會稱呼美江為媽媽。松兒巧遇先前在炸雞店門口前跌倒的尚哲，並關心了他的傷勢，進而得知他的身份。尚哲受松兒之託，邀請松兒至家中作客，這令治煥感到慌張，並引起世羅與美江的反彈。松兒煮了利昌招待世羅的飯菜，藉此折磨世羅。松兒參觀尚哲家時，喚起了兒時記憶。松兒希望治煥能夠讓她留宿，且打算於下週搬進尚哲家；美江聞之感到不解，松兒便刻意稱呼治煥為爸爸。 | |        |        |                |                       |
| 74 | 釜山？！我為什麼要去那。為什麼要被流放。 부산?! 내가 거길 왜 가. 유배를 왜 당해.                            | 金鎮炯 | 呂貞美 | 2023年7月28日  | 0.849                 |
| 在尚哲的同意下，松兒留宿全家、和世羅同房，並惹怒了世羅。尚哲以利昌為例，要求美江重新看待松兒；美江看見松兒率真的模樣，開始懷疑縱火案非松兒所為。世羅因為想起利昌，而感到痛苦。尚哲調派治煥到釜山分公司，並請大衛解除治煥的副社長職務，改由美江頂替，並讓世羅升為理事；治煥對尚哲的安排感到不快，而覬覦副社長一職的道賢也大為光火。松兒假冒太龍的名義，持續寄威脅包裹給治煥。在美江、世羅面前，松兒要治煥向妻女坦承他倆的父女關係。 | |        |        |                |                       |
| 75 | 就是你這傢伙做的！ 니 놈이 한 짓이잖아!                                                                     | 金鎮炯 | 呂貞美 | 2023年7月31日  | 0.861                 |
| 因召開緊急會議，治煥得以矇混過去。松兒諷刺道賢不只是僕人，還是真宇的替代品，真宇則戲稱道賢是治煥的擋箭牌、走狗；令道賢燃起擺脫會長家，成為主人的念頭。大衛宣布啟用松兒與世羅作為社內模特兒，世羅為此大發脾氣，惹得道賢不耐煩。太龍聲稱不認識順英，但松兒察覺他的態度有異，於是在浩英的陪同下尾隨太龍。松兒見到治煥與太龍交易的場景，進而得知順英死亡的真相，於是將過程錄了下來。當松兒差點曝光蹤跡，浩英及時打倒治煥和太龍，並帶著松兒逃離現場。 | |        |        |                |                       |
| 76 | 等著吧，因為活著將是地獄。 두고 보세요, 사는 게 지옥이 될 테니까.                                           | 金鎮炯 | 呂貞美 | 2023年8月1日   | 0.870                 |
| 松兒終於知道貞任的恐慌其來有自。治煥甦醒後，推倒箱子，試圖致太龍於死地。松兒拿治煥與太龍對話的影像和錄音檔，匿名威脅治煥，而治煥也發現太龍的屍體不見了。尚哲安排美江擔任副社長，並取得大衛和潤模的同意，但美江認為世羅不能沒有治煥在旁守護，而美江的推託反而惹怒治煥。松兒用道賢的電腦，把治煥和太龍爭執的影片，上傳到公司留言板，藉此挑撥治煥與道賢。 | |        |        |                |                       |
| 77 | 那骯髒的假面具，一定會把它摘下來。 그 더러운 가면, 반드시 벗겨낼 거예요.                                    | 金鎮炯 | 呂貞美 | 2023年8月2日   | 0.825                 |
| 治煥確信是道賢搞得鬼，因此對道賢暴力相向。松兒向真宇坦白自己的親生父親正是治煥。真宇繼續進行內部調查，而治煥試圖把操縱股價與假新聞的罪過，推卸給道賢。道賢不願屈服於治煥、成為代罪羔羊，並試圖找出陷害他的人。松兒收到匿名信，裡頭裝有治煥謀害太龍的影片。松兒和真宇循著指引來到某間病房，發現太龍躺在病床上。 | |        |        |                |                       |
| 78 | 看看最後是誰會在背後被捅一刀。 결국 누가 뒤통수 맞을지 두고 보시죠.                                         | 金鎮炯 | 呂貞美 | 2023年8月4日   | 0.863                 |
| 松兒雖然怨恨太龍，但為了拉攏太龍，而對他展現善意，並透露治煥殺他滅口未果。治煥姑且相信道賢是遭人陷害，但他倆仍各懷鬼胎，不信任彼此。尚哲要求道賢為治煥的失誤負責，從理事降職為一般員工；道賢對此氣憤不已，決定查出影片中和治煥爭執的人的身份。太龍的手下綁架世羅，並要脅治煥交出太龍。治煥向道賢求助之際，卻為了掩蓋自身罪行，而阻止道賢報警。真宇撞見世羅遭人綁架，便設法出手相救，結果頭部卻遭受襲擊。 | |        |        |                |                       |
| 79 | 爸，他們到底是誰？ 아빠, 대체 그 사람들 누구야?                                                             | 金鎮炯 | 呂貞美 | 2023年8月7日   | 0.818                 |
| 治煥與道賢營救了世羅和真宇。治煥聲稱和熟識的弟弟有所誤會，才會發生綁架事件，這解釋令盈恩、潤模怒不可遏，世羅、道賢也難以理解。美江得知世羅因治煥而遭到綁架後，對治煥又打又罵。真宇因松兒的復仇計劃，而遭受波及，松兒對此自責不已，但真宇反而安慰了松兒。尚哲要求道賢、治煥解釋綁架事件，並掌摑不知情的道賢；道賢感到不公而憤怒，於是揭露他查出影片中的男子名叫黃太龍。警方來到尚哲家，以殺人未遂之嫌，緊急逮補了治煥。 | |        |        |                |                       |
| 80 | 確實是因殺人未遂嫌疑而被緊急拘捕。 살인미수 혐의로 긴급체포 맞습니다.                                       | 金鎮炯 | 呂貞美 | 2023年8月8日   | 0.799                 |
| 治煥因涉嫌殺害太龍，被關進看守所。松兒刻意將道賢登記為太龍的法律代理人，繼續挑撥治煥與道賢。為了隱匿太龍，松兒安排浩英收留太龍。道賢向警方抗議，而警方也聯絡不上太龍，因此釋放了治煥。治煥表面信服道賢，實則越加不信任道賢，而尚哲也懷疑道賢是綁架及緊急逮捕事件的幕後主使者，道賢則懷疑治煥和太龍之間有。松兒和真宇暗中釋出治煥被羈押的影片，再若無其事地關心治煥。松兒拜訪尚哲，坦承自己是治煥的親生女兒。 | |        |        |                |                       |
| 81 | 請給予找尋真的犯人的機會。 진짜 범인을 찾을 수 있는 기회를 주세요.                                          | 金鎮炯 | 呂貞美 | 2023年8月9日   | 0.720                 |
| 尚哲坦承早已知悉松兒即海仁，而松兒請求尚哲給予她機會，以找尋縱火的真正犯人。真宇為了離間世羅和道賢，刻意懷疑是道賢釋出治煥遭逮捕的影片。治煥懷疑道賢為了和世羅結婚，以奪走武正集團，才想除去自己，因此警告世羅當心道賢。綁架事件過後，世羅又開始對真宇動情。真宇見世羅心有餘悸，故陪同她返家，並被慰留在尚哲家用餐。治煥認為道賢忘了低賤的出身，因此刻意不讓道賢同桌用餐，令華順氣憤不已。松兒帶著貞任入住尚哲家；當貞任見到治煥，再次情緒失控，並勒住治煥的脖子。 | |        |        |                |                       |
| 82 | 我是江治煥副社長的親生女兒。 내가 강치환 부사장님 친딸이라구.                                               | 金鎮炯 | 呂貞美 | 2023年8月11日  | 0.776                 |
| 松兒向美江、世羅揭露自己是治煥的親生女兒，世羅卻侮辱貞任，引發雙方衝突。尚哲出面制止混亂，而治煥謊稱婚前不知松兒的存在。世羅不敢置信，並以保險金殺人事件辱罵松兒，松兒便撥水反擊。松兒埋怨從庭審、坐牢到出獄，治煥對她不聞不問，甚至欺瞞她的身世，於是責難治煥是個貪戀豪門女婿之位的懦夫。治煥掌摑松兒，松兒便奉還給世羅，並怒斥沒人有資格教訓她，而她也厭惡這不由己且無法改變的親緣。道賢發現治煥長期把太龍關在精神病院。尚哲向美江解釋讓松兒踏入家門的原因。 | |        |        |                |                       |
| 83 | 我現在不會再住在這個家了。 나 이제 이 집에서 안 살 거야.                                                    | 金鎮炯 | 呂貞美 | 2023年8月14日  | 0.820                 |
| 治煥斥責松兒摧毀了他的家庭，但松兒認為自己與生母的生命，和治煥的家庭同等重要，並指責治煥一再拖延公開她的身世。美江表明無法接納松兒的立場。世羅不想和松兒住在同一個屋簷下，因此離家出走。尚哲提醒松兒提防道賢。道賢解救因酒醉而差點被陌生男子帶走的世羅，世羅卻誤認道賢為真宇，而吻了道賢。松兒看見美江站在利昌的塔位前哭泣。 | |        |        |                |                       |
| 84 | 全美江理事？理事為什麼？ 전미강 이사님? 이사님이 왜?                                                        | 金鎮炯 | 呂貞美 | 2023年8月15日  | 0.900                 |
| 美江為自己的選擇感到後悔；松兒在靈骨塔看見美江的身影而感到訝異，淑子則覺得美江很面熟。治煥與道賢前往河家，帶走酒醉的世羅，世羅卻在途中因急性貧血而昏倒。治煥試圖說服松兒搬走，但松兒無動於衷。道賢發現世羅的血型是A型，但治煥與美江都是O型；對治煥的鄙視記憶猶新的道賢，暗中恥笑治煥把他人的孩子捧在手心呵護卻渾然不知。道賢透過華順，得知太龍曾是治煥的下屬。貞任私下提及世羅的身世，令美江感到慌張。 | |        |        |                |                       |
| 85 | 結果又把我趕得遠遠的嗎。 결국은 저를 또 멀리 쫓아내시네요.                                                  | 金鎮炯 | 呂貞美 | 2023年8月16日  | 0.871                 |
| 美江為了堵住貞任的嘴，和貞任發生肢體衝突而流鼻血。美江擔心世羅的身世曝光，而要求治煥帶著松兒、貞任搬出去。松兒從貞任口中，得知利昌和美江相識，於是告訴了真宇，而淑子則想起美江曾經探詢利昌。世羅透過尚哲得知松兒即海仁，為了防止松兒和真宇相認，世羅慫恿治煥將松兒派往國外分公司。松兒得知治煥想派她前往紐約後，決定讓治煥被趕出家門。 | |        |        |                |                       |
| 86 | 原封不動地奉還給你。 그대로 돌려드릴게요.                                                                   | 金鎮炯 | 呂貞美 | 2023年8月17日  | 0.925                 |
| 治煥與世羅提議將松兒分派至全球美容公司「Wonder Beauty」，松兒決定反擊，便請盈恩、潤模、真宇拖住治煥、世羅、道賢。松兒安排了點心時刻，她不僅稱讚美江的美貌，還展示過去和世羅開心的合影，並觀察美江看見利昌相片後的反應。爾後，松兒提及生母順英，並出示順英落海的報導與屍檢報告。治煥返家後，謊稱對順英的死不知情。松兒播放了治煥和太龍對話的錄音檔，揭露治煥指使太龍謀害順英的事實。美江譴責治煥，尚哲則向松兒致歉。治煥找松兒理論，反被貞任攻擊而流鼻血。 | |        |        |                |                       |
| 87 | 你希望我的家庭支離破碎嗎？ 니가 바라는 게 내 가정 파탄 내는 거야?                                           | 金鎮炯 | 呂貞美 | 2023年8月18日  | 0.897                 |
| 貞任將水果砸在治煥身上。治煥謊稱一直以來都對順英感到內疚，試圖勸說松兒別再傷害他、撕裂他的家庭；但松兒認為治煥只是付出應有的代價，且應繼續抱持著贖罪的心態。松兒和真宇透過利昌以前的劇團演員，得知利昌和美江的關係，以及他倆分手的經過。松兒詢問盈恩、華順、木燦後，察覺美江重遇利昌而感到雀躍。松兒透過貞任，得知美江曾經威脅貞任和利昌分手，因此懷疑美江是殺害利昌的兇手。 | |        |        |                |                       |
| 88 | 世羅什麼都不知道。世羅必須什麼都不知道。 세나는 아무것도 몰라. 세나는 아무것도 몰라야 돼.                   | 金鎮炯 | 呂貞美 | 2023年8月21日  | 0.887                 |
| 松兒質疑美江因無法擁有利昌而殺害他。美江直喊冤，松兒便掌摑世羅，藉此刺激世羅。美江為防止世羅得知內情，而阻止世羅報警。尚哲向松兒、貞任道歉，並為美江的清白擔保。美江向松兒坦承自己的私心，以及懷疑治煥是誣陷利昌的犯人，太龍也可能知情。松兒和美江交換條件，若她洗清利昌的罪名，美江便得協助她尋找縱火的真兇。松兒透過浩英，得知太龍消失了。松兒和真宇開始尋覓利昌的以前團員裴德浩（姜石定飾演）。 | |        |        |                |                       |
| 89 | 世羅……是誰的孩子呢？ 세나... 누구 자식입니까?                                                               | 金鎮炯 | 呂貞美 | 2023年8月22日  | 0.958                 |
| 德浩負債累累，而偷了母親店裡的錢後逃跑，使松兒、真宇撲了空。道賢徹底無視治煥，令治煥不悅。道賢向尚哲揭露世羅綁架事件和治煥、太龍有關，同時追問世羅的身世之謎，以此要脅尚哲任命他為副社長，一吐被治煥鄙視的怨氣。在浩英收留太龍的期間，淑子熱情對待太龍，令太龍感念在心。太龍得知松兒在追查利昌吸毒的真相後，以揭露事實要脅治煥。 | |        |        |                |                       |
| 90 | 推使江治煥如何？ 강치환을 움직이게 만드는 건 어때?                                                          | 金鎮炯 | 呂貞美 | 2023年8月23日  | 0.954                 |
| 尚哲將治煥分派到釜山分公司，並勸治煥在世羅對他尚存愛和尊敬之時，儘早和美江分開。太龍過去聽命治煥，唆使德浩陷害利昌，如今太龍以此要脅治煥，並將治煥的聯絡方式告訴德浩。松兒和真宇幫助德浩的母親整理餐廳，此舉打動了德浩的母親。德浩母親試圖勸德浩改過遷善，但德浩還是收了治煥給的收口費。治煥得知太龍派人將證據送去給松兒。 | |        |        |                |                       |
| 91 | 被關在冷凍貨車裡。 냉동 탑차에 갇혀 있었거든요.                                                             | 金鎮炯 | 呂貞美 | 2023年8月24日  | 0.998                 |
| 治煥為了防止松兒取得證據，而教唆貨運司機把松兒關在冷凍貨車裡，並請人喬裝成松兒，接收浩英送來的證據。松兒、真宇、浩英預見治煥的詭計，因此假裝受騙，並錄下整個過程。道賢透過華順，得知松兒曾探詢美江婚前的感情，並為追查世羅的生父而無視世羅。松兒因體溫過低而入院，並同真宇向探病的美江與尚哲，公開治煥收買德浩的錄音檔，以及冷凍貨車事件、利昌被逮捕的影片。德浩的母親搶走德浩的封口費，跑到松兒的病房。 | |        |        |                |                       |
| 92 | 好對不起你怎麼辦。應該相信你的。 미안해서 어떡해요. 믿어줬어야 했어요.                                      | 金鎮炯 | 呂貞美 | 2023年8月25日  | 0.769                 |
| 德浩供出受太龍、治煥指使陷害利昌的真相後，美江為錯怪利昌而自責、崩潰。道賢得知美江和利昌的關係後，揣測利昌就是世羅的生父。治煥得知松兒住院，卻毫不關心松兒的病情，只擔心東窗事發，但美江卻故作鎮定謊騙他。道賢向尚哲表示，為了平定治煥，他會找到並拉攏太龍。貞任想起治煥撞傷她的回憶而恐慌症發作，在追問之下，松兒終於想起肇事逃逸事件。松兒刻意讓太龍聽見她和治煥的談話，假裝誤會太龍是把她關在冷凍貨車的犯人，太龍因此決定親自將證據交付松兒。 | |        |        |                |                       |
| 93 | 你說的沒錯。我就個僕人。 니 말이 맞더라구. 난 머슴이었어.                                                   | 金鎮炯 | 呂貞美 | 2023年8月28日  | 0.907                 |
| 治煥試圖勸阻松兒和太龍見面，松兒便假裝信任治煥，請治煥陪同她和太龍會面。美江開始信任松兒，而對松兒釋出善意，令世羅感到吃味。道賢想和松兒攜手，表明不想再當治煥的下人。世羅發現道賢對松兒有所關注後，產生微妙的嫉妒心。真宇得知道賢接近松兒後，感到不安。由於世羅的組別在家庭購物競賽中敗北，因此治煥收買了主持人姜秀蘭（朴賢淑飾演），想讓世羅出鏡擔任模特兒。世羅將松兒反鎖在倉庫，卻不知真宇也在倉庫裡。未免節目開天窗，秀蘭挑選世羅和道賢擔任模特兒。 | |        |        |                |                       |
| 94 | 你和尹松不該活下來。 너랑 윤솔은 살아선 안 됐어.                                                            | 金鎮炯 | 呂貞美 | 2023年8月29日  | 0.929                 |
| 木燦來到倉庫，松兒和真宇才得以獲救，並趕上家庭購物節目的彩排。世羅得知真宇也被關在倉庫後，感到心煩，道賢卻沒有站在她這一邊。秀蘭向松兒坦承治煥賄賂她的事，但秀蘭當下便已回絕治煥。世羅看著松兒和真宇在節目上扮演情侶的模樣，感到不是滋味，但美江認為人心是無法左右的。治煥聽見世羅對美江哭訴，於是刺激貞任，稱她無能又保護不了女兒，使貞任以為松兒遭逢危險而奪門而出。松兒想起幼時在醫院見過太龍，因此懷疑太龍是肇逃犯，太龍這才揭露是治煥所為。真宇把走失的貞任接回家，潤模才得知貞任未死，並發現松兒即是海仁。 | |        |        |                |                       |
| 95 | 謝謝你。記得我……沒有忘了我。 고마워요. 날 기억해줘서.. 잊지 않아줘서.                                       | 金鎮炯 | 呂貞美 | 2023年8月30日  | 0.975                 |
| 真宇得知松兒就是海仁，喜極而泣之餘，也向松兒表白。松兒真心地感謝真宇沒有忘記她，但她擔心復仇的餘波會傷及真宇。世羅撞見真宇和松兒相擁，本想上前妨礙，卻被道賢拉走。盈恩發現貞任未死、松兒即海仁，而大吃一驚。道賢不捨世羅，便向尚哲提出和世羅結婚的想法，並誓言保護世羅。尚哲對道賢的心意抱持疑慮，卻又礙於道賢知悉世羅的身世，但美江仍反對這門婚事。木燦對松兒、貞任感到罪惡，而打算自首，但道賢阻止了他。貞任想起治煥策劃計程車車禍，而恐慌症發作。松兒向太龍索要證據，但太龍在松兒、道賢之間權衡。太龍威脅治煥的同時，找上世羅。 | |        |        |                |                       |
| 96 | 好像……該開始認真地設下陷阱。 본격적으로...덫을 놓기 시작해야할 것 같습니다.                                 | 金鎮炯 | 呂貞美 | 2023年8月31日  | 0.898                 |
| 治煥想偷聽松兒和美江、尚哲的談話，卻被松兒發現。松兒懷疑計程車車禍和城鎮再開發許可權有關，治煥卻矢口否認。尚哲為當年睜一隻眼、閉一隻眼的態度向松兒致歉，松兒、尚哲、美江決定對治煥設下陷阱。道賢向華順表明想和世羅結婚的想法，華順堅決反對。太龍找上世羅，令治煥感到慌張，而在世羅組別的辦公室拉扯。道賢在辦公室碰上太龍，便對太龍宣稱自己是武正集團唯一的繼承人，試著說服太龍和他攜手、擊垮治煥。尚哲、潤模以停損為由，決定辭退涉犯多案的治煥，並任命道賢接任，此舉點燃治煥和道賢之間的戰火。 | |        |        |                |                       |
| 97 | 會怒力超越江治煥副社長。 강치환 부사장님 뛰어 넘어보려고요.                                                 | 金鎮炯 | 呂貞美 | 2023年9月1日   | 0.824                 |
| 治煥改以勸說的方式，希望道賢放棄，但道賢已下定決心要超越治煥。松兒向世羅揭露治煥是引發計程車車禍的嫌犯。道賢向世羅坦承太龍握有治煥不法的證據，聲稱辭退治煥，是提前防範。世羅對真相感到混亂，因此決定親自確認真相，並來到淑子家見貞任。治煥打算利用股權來保住職位，並將憤怒轉嫁到木燦身上而發狂，所幸松兒出面制止。松兒聲稱不再信任和道賢聯手的太龍，並決定幫助治煥。世羅在浩英的房裡，發現一本相簿，進而揣測松兒和浩英是同居關係，於是喜孜孜地來到河家告狀。 | |        |        |                |                       |
| 98 | 抱抱我，哥。我真的好難受。 나 좀 안아줘 오빠. 나 너무 힘들어.                                               | 金鎮炯 | 呂貞美 | 2023年9月4日   | 0.898                 |
| 盈恩誤會松兒想利用真宇進行報仇，浩英及時解開誤會，並揭露自己是松兒的兒時玩伴周潤發。盈恩下令世羅永不得再出入河家，真宇也對世羅無禮的行動感到憤怒，並坦白自己喜歡松兒，警告世羅別再構陷松兒。松兒是治煥女兒的這個身份，令盈恩感到擔憂，並得知貞任不是松兒的生母。道賢收到治煥試圖謀害太龍的影片。道賢安慰受傷的世羅，世羅也決定對真宇死心。世羅向美江、尚哲宣布要和道賢結婚，並要求道賢讓她成為幸福的女人，也得設法拆散松兒和真宇。 | |        |        |                |                       |
| 99 | 在4年前的山莊火災事件引燃灰燼，都是事實不是嗎。 4년 전 산장 화재사건 때 불씨를 낸 거, 다 사실이잖아.        | 金鎮炯 | 呂貞美 | 2023年9月5日   | 0.873                 |
| 世羅出於報復真宇、保護治煥的心態，而不顧美江的反對，決定和道賢結婚。世羅因為嫉妒，加上松兒的刺激，而向道賢提議由他倆替代松兒和真宇，成為新品平面廣告模特兒。道賢向大衛宣布婚訊，並提議更換模特兒，殊不知，一切都在松兒、真宇、大衛的計劃中。道賢拿著治煥殺太龍未遂的影片，要脅治煥。公司留言板上，出現世羅是引發山莊火災事件的兇手的文章，這令世羅感到不安，而把矛頭指向松兒。世羅為火災真相傳聞和閔柔情造型師（李多蔚飾演）起爭執，並怪罪於道賢。道賢對世羅的侮辱感到憤怒，宣洩自己為了掩蓋世羅的罪行所做出的犧牲，並以握有罪證來威嚇世羅。松兒錄下了道賢的自白。                                                                     | |        |        |                |                       |
| 100 | 說過只要相信我了吧。要幸福喔，公主？ 나만 믿으면 된다고 했잖아. 행복해요 공주님?                            | 金鎮炯 | 呂貞美 | 2023年9月6日   | 0.845                 |
| 越是接近真相，松兒越是害怕，真宇願和她一起面對。世羅被道賢的威脅嚇著，而魂不守舍。道賢向世羅保證會守護她，才讓世羅放下心來。潤發坦承他就是把治煥殺太龍未遂的影片傳給松兒的人。大衛選定世羅、道賢所拍攝的廣告，治煥這才得知世羅和道賢的婚事，並極力反對。公司留言板上，又有關於世羅的傳聞。世羅氣得找松兒算帳，松兒反而要她小心在婚禮上會出現不利於她的影片。松兒和真宇找上時事調查節目《事件探查隊》導演，意圖揭發世羅和道賢的惡行。 | |        |        |                |                       |
| 101 | 不參加唯一的女兒的相見禮像話嗎？ 하나뿐인 딸 상견례에 오지 말라는 게 말이 돼?                               | 金鎮炯 | 呂貞美 | 2023年9月7日   | 0.764                 |
| 世羅擔心松兒的那席話，道賢不僅承諾不會背叛她，且待他上任副社長，更會拔擢世羅為常務。治煥勸世羅打消結婚念頭，但世羅認為道賢如同治煥這般守護她，才會對她開誠布公、坦承留有火災證據。美江、尚哲不希望治煥出席相見禮，令治煥感到委屈。世羅、道賢兩家人舉行相見禮時，巧遇真宇一家人，令世羅、美江感到丟臉，並試圖激發真宇一家人的嫉妒卻無果。松兒潛入道賢的房間，發現世羅的血型報告。治煥隨後也潛入道賢的房間，卻被貞任逮到。治煥和道賢交換條件，求道賢放棄世羅，但道賢想挾世羅牽制治煥，並坦承為了讓世羅感同身受，才謊稱握有火災證據。 | |        |        |                |                       |
| 102 | 對你文道賢來說，世羅的血型為何這麼重要？ 문도현 너한테 세나 혈액형이 왜 중요한 거야?                        | 金鎮炯 | 呂貞美 | 2023年9月8日   | 0.840                 |
| 道賢懷疑松兒去過他房間，於是質問貞任，卻反被貞任攻擊。松兒偷了世羅和治煥的牙刷。道賢得知世羅的牙刷是在和松兒照面後遺失，為了保護世羅，便請華順拿來美江的牙刷，好讓他暗中調包，殊不知松兒和真宇早就聽見他和華順的對話。松兒為自己、治煥、世羅進行親子鑑定。松兒身為治煥的女兒，宛如活在地獄般而崩潰，但盈恩、潤模都認為她值得擁有幸福。世羅擔心治煥會入獄，而說服治煥能調職到釜山避風頭。治煥請求尚哲釋出股份，卻遭到回絕。治煥不得已請辭後，松兒、道賢同時被任命為新任副社長。 | |        |        |                |                       |
| 103 | 大家好，我是新任副社長尹松。 안녕하십니까 신임 부사장 윤솔입니다.                                           | 金鎮炯 | 呂貞美 | 2023年9月11日  | 0.918                 |
| 盈恩、潤模安排驚喜約會，松兒和真宇對彼此表白，並交換了戒指。在副社長就任懇談會上，浩英終於以大衛的的身份現身出席，令松兒大吃一驚。大衛恭賀松兒，但對作惡的道賢有所保留。世羅為松兒就任一事對道賢發怒，使道賢再次受到刺激，而警告世羅安靜待著。治煥孤單地前往釜山，卻沒人送他。在柔情的幫助下，松兒得知道賢的電腦密碼。浩英刻意支開道賢，真宇趁機潛入道賢的辦公室，拷貝道賢電腦裡的資料，卻差點碰上世羅。 | |        |        |                |                       |
| 104 | 現在好像可以開始公開報導了！ 이제 공개취재 시작하셔도 될 거 같습니다!                                       | 金鎮炯 | 呂貞美 | 2023年9月12日  | 0.878                 |
| 松兒中途攔截世羅，防止世羅撞見真宇的行動。道賢自認遭大衛羞辱，而把氣出在深怕火災真相曝光的木燦，然而道賢卻透過木燦，得知大衛曾出現在淑子的炸雞店。松兒請時事節目導演對山莊火災事件進行報導。美江討厭流著治煥血脈的松兒，而強烈反對尚哲任命松兒為副社長。世羅面對道賢的冷漠，想像松兒和真宇的互動，而感到羨慕。道賢發現有人動過他的筆電，而擔心證據外洩，世羅這才驚覺道賢真的握有火災的證據。世羅懷上道賢的孩子，但卻因不信任道賢而感到掙扎。美江勸失魂落魄的世羅悔婚，世羅卻突然昏厥。尚哲到森林打獵，治煥卻搶過獵槍指著尚哲。 | |        |        |                |                       |
| 105 | 我才是家長！我才是主人！ 내가 가장입니다! 내가 주인입니다!                                                  | 金鎮炯 | 呂貞美 | 2023年9月13日  | 1.009                 |
| 治煥質疑因武正建設為興建大樓，而放火燒了市場，導致母親身亡。為了復仇，治煥傷害順英、刻意接近尚哲，但世羅出世後，他渴望美江的愛、尚哲的認可。治煥怪罪尚哲破壞他的幸福，讓他變成怪物，並意識到自己的終極敵人是尚哲，於是槍擊了尚哲。松兒、真宇趕到山莊，卻聽見森林傳來槍聲。節目組來到公司採訪，令世羅感到慌張。尚哲失蹤，美江質疑看似平靜的松兒，斥責她如同治煥，並掌摑她。盈恩怒斥美江，認為世羅才是承繼治煥之惡的人，但松兒能夠體會美江的心情。有傳聞質疑美江為了財產，而違逆天倫，令美江情緒崩潰。世羅想召回治煥，卻被道賢制止。治煥高視闊步，以家長之姿回到家中，並成為武正集團的代理會長。松兒、真宇暗中前往醫院，探視昏迷的尚哲。 | |        |        |                |                       |
| 106 | 媽媽也是這麼煎熬嗎？ 엄마도 이렇게 힘들었어?                                                                | 金鎮炯 | 呂貞美 | 2023年9月14日  | 1.084                 |
| 松兒、真宇當時在森林救了尚哲，但尚哲要求他們保密。尚哲甦醒後，揭露治煥向他坦承犯下山莊火災事件，並企圖槍殺他。松兒為治煥的犯行，對尚哲感到歉疚。世羅難以抵擋節目導演的追問，同時因孕吐而難受。世羅感到孤獨，並對肚裡的孩子感到愧疚。松兒、真宇猜測木燦在火災事件中，扮演關鍵角色。治煥的歸來，令道賢備感威脅，因此松兒慫恿他揭露山莊火災的真相。木燦為了道賢，決定替治煥頂罪，謊稱因喜歡貞任而嫉妒利昌作為動機，犯下縱火案。木燦給了貞任一大筆錢後，前往警局自首。 | |        |        |                |                       |
| 107 | 4年前的山莊火災事件……那就是我做的。 4년 전 산장화재사건... 그거 내가 그런 거야.                             | 金鎮炯 | 呂貞美 | 2023年9月15日  | 0.876                 |
| 治煥稱時事節目會毀了世羅和道賢的人生，便慫恿木燦頂罪。松兒、真宇趕到警局，勸木燦應該讓所有涉事者承擔各自的罪責，才算公平；木燦也坦承自己並不知道瓦斯桶、紅酒遭人動過手腳，但不願供出受誰指示。道賢查出筆電有真宇的指紋，因此質疑是真宇策動木燦自首。道賢為勸阻木燦而心煩，無暇理會世羅，使世羅感到孤獨。節目導演請治煥回應是否在員工抗議事件、面膜比賽中，試圖對松兒不利，但治煥沒有正面回應。美江向松兒下跪道歉，哭求松兒把尚哲還給她，令松兒感到不捨。當治煥盤算木燦頂罪後，接著處理掉松兒時，卻接獲尚哲活著的消息。治煥假惺惺地為尚哲難過，並私下打聽發現尚哲的人，結果前來赴約的人，竟是松兒。                                     | |        |        |                |                       |
| 108 | 現在是我最夢幻的時刻啊。世羅啊。 지금이 내가 가장 꿈꾸던 순간이야. 세나야.                                  | 金鎮炯 | 呂貞美 | 2023年9月18日  | 0.950                 |
| 松兒聲稱擔心其他家人的安危，才會隱匿尚哲的消息。治煥挑惕道賢的經濟能力，傷害道賢的自尊心。木燦為了讓治煥接納道賢，承諾治煥會頂下所有罪名。道賢發現世羅懷上自己的孩子，迎來他這一生最期待的時刻。真宇道出世羅並非治煥的親生女兒，以及治煥謀害了世羅生父的事實，以此向道賢提出合作。松兒說服木燦為家人著想，只向警方透露他當時所做的事即可。貞任在公司遇見治煥，便直呼治煥是殺人犯、魔鬼。治煥為了堵住貞任的嘴，在會議室裡扭打起來，導致貞任頭部遭受撞擊而昏厥。治煥逃逸後，只是保全刪除監視影像。淑子、浩英發現貞任倒臥在地，貞任被喚醒後，恢復了神智。                                                                                 | |        |        |                |                       |
| 109 | 媽媽……！記憶真的恢復了嗎？ 엄마..! 진짜 기억이 돌아온 거예요?                                               | 金鎮炯 | 呂貞美 | 2023年9月20日  | 0.987                 |
| 貞任道出4年前她會摔下樓梯，是治煥所為，於是請求浩英協助她報仇。松兒對治煥感到憤怒，便同真宇向木燦詢問事發當天的情況。當木燦打算把治煥遺落的作案手套交給他們時，卻被道賢攔截。世羅、道賢到醫院探望尚哲，並公布懷孕的喜訊。太龍握有治煥拿槍指著尚哲的影片，並在松兒、道賢之間權衡。道賢以擔任太龍的辯護人，對治煥提起殺人未遂告訴作為交換，松兒則試著用家人對太龍的恩惠，打動太龍。治換為了世羅的幸福，打算用錢收買太龍。道賢為了世羅和他們的孩子，想以證據換取取消時事節目的播映，但真宇堅持守護松兒的信念。大衛被輿論誣陷是和太龍同夥的黑幫份子，道賢藉此對大衛提出代表解任案。                                                        | |        |        |                |                       |
| 110 | 多麼爽快又驚人的一手啊。 굉장히 화통하고 어마어마한 큰 손이야.                                              | 金鎮炯 | 呂貞美 | 2023年9月22日  | 0.997                 |
| 大衛決定召開臨時股東會，藉此再行說明。浩英沒有立即澄清，反倒認為這是攆走治煥的機會。治煥為了挽救股價，不得不向太龍求援。道賢說服股東出席臨時股東會，解任不適任的高層。貞任裝扮成一名海外投資客法蒂瑪，並經由潤模介紹給治煥，但治煥懷疑法蒂瑪是貞任。道賢透露消息給美江，使美江懷疑尚哲受傷是治煥所為。世羅發現松兒持有一份基因鑑定報告，因此質疑松兒不是治煥的女兒。 | |        |        |                |                       |
| 111 | 道賢啊，為什麼你要貸款？ 도현아, 니가 대출을 왜 알아봐?                                                     | 金鎮炯 | 呂貞美 | 2023年10月9日  | 0.907                 |
| 松兒為了利昌，並未公開揭露世羅的身世，而是私下向美江攤牌。潤模、盈恩向治煥謊稱法蒂瑪是嫁給印度財閥的韓籍空服員。松兒揭露治煥轉移了保留給世羅的股份，以此說服美江攜手謊騙治煥。華順發現道賢想要借貸，而責難美江不給他房子，這反倒惹火美江，使道賢遭美江洗臉。法蒂瑪和治煥簽約取得持股，當治煥以為自己將透過法蒂瑪掌握大權，道賢卻在臨時股東會上，揭露治煥散佈假新聞、操縱股價的證據，並提出治煥的解任案。治煥不服，而提出大衛的解任案，大衛卻主動請辭，並推薦由貞任擔任代表理事。松兒、貞任聯手公佈治煥與太龍的錄音檔。 | |        |        |                |                       |
| 112 | 就連在我們世羅身邊晃過都不要。 우리 세나 곁에 얼씬도 하지마.                                                | 金鎮炯 | 呂貞美 | 2023年10月10日 | 0.863                 |
| 世羅受到衝擊而不舒服，使治煥得以在會議上矇混過去。世羅不解道賢為何如此對待治煥，與當初結婚的目的背道而馳。美江得知道賢以掩蓋治煥的罪行，誘逼世羅結婚後，賞了道賢兩巴掌，命令他不得再靠近世羅。美江勸世羅明辨道賢的感情，不應選擇沒有愛情的婚姻，但世羅不懂什麼是愛，且甘願為治煥犧牲。治煥到松兒的辦公室大鬧，但松兒受到貞任、真宇、大衛、盈恩、潤模、淑子的擁護。治煥遭警方傳喚，卻不願到案說明。松兒和真宇偷偷潛入道賢的辦公室，尋找某樣東西。太龍綁架世羅，要脅治煥趕緊交付賠償金。世羅看著治煥遭太龍毆打，因受到驚嚇而失血昏厥。                                                                                                   | |        |        |                |                       |
| 113 | 知道你毀了多少人的人生嗎？ 몇 사람 인생을 망쳐놓은 건지 알아?                                               | 金鎮炯 | 呂貞美 | 2023年10月11日 | 0.760                 |
| 世羅流產，治煥感到內疚，松兒則安慰世羅。美江責難治煥造成世羅的不幸、毀了大家的人生，並坦承世羅是利昌的孩子。美江打算和治煥離婚，並解除世羅和道賢的婚約。治煥對世羅的身世難以置信，道賢則表明不願就此罷休。尚哲為了終結無止盡的復仇，決定結束和治煥的緣分，並對自己過往的選擇懺悔。尚哲出院後，卻在睡夢中離世，美江認定這是他殺。道賢提供了治煥槍擊尚哲的相片，使治煥因涉嫌殺害尚哲而遭到李刑警（徐河俊飾演）逮補。 | |        |        |                |                       |
| 114 | 那麼他真的對爺爺……做了那種事？ 그런데 정말 할아버지를... 그랬을까요?                                        | 金鎮炯 | 呂貞美 | 2023年10月12日 | 0.880                 |
| 道賢早前在飲料中，滴入液體安眠藥，致死尚哲。尚哲的屍檢報告和利昌一致，加上木燦留存的手套採集到液體安眠藥和治煥的指紋，使頻頻喊冤的治煥陷入不利的處境。道賢頂替治煥成為武正集團代理會長。松兒懷疑治煥並非殺害尚哲的真兇，且發覺道賢變成一個比治煥更惡毒的怪物。治煥懷疑這是松兒的復仇計畫，而不信任松兒。松兒懷疑道賢對尚哲下毒，但世羅認定松兒在挑撥離間。太龍握有道賢持有安眠藥的證據，以此要脅道賢。道賢向警方遞交尚哲的遺言狀，聲稱是治煥偽造之。世羅質疑道賢誣陷治煥，於是道賢公開世羅和治煥的親子鑑定報告，藉此挑撥治煥和世羅，並聲稱自己是在保護世羅和美江。世羅情緒崩潰，開車衝向嘗試安撫她的松兒。                             | |        |        |                |                       |
| 115 | 我們都是被害者。 저희는 모두 피해자예요.                                                                    | 金鎮炯 | 呂貞美 | 2023年10月13日 | 0.918                 |
| 松兒閃過世羅的車。世羅質問美江真相，得知利昌是自己的生父。世羅對自己害死生父感到罪惡，但松兒安撫了世羅，並揭露治煥才是山莊火災的真兇。《事件探查隊》報導治煥的惡行，治煥因此遭獄友（鄭性模飾演）教訓。世羅探監時，責難治煥毀了所有人的人生，不僅導致她為火災事件而痛苦，甚至放任她和松兒對立，因此決定和治煥斷絕父女關係。浩英發現道賢疑似遭太龍威脅，於是同松兒在道賢的辦公室裝設密錄器。治煥因吐血而戒護就醫，他卻偷了醫生的迴紋針，暗中解開手銬、攻擊獄警，並偷了一輛重機逃獄。 | |        |        |                |                       |
| 116 | 一起走吧道賢啊。 같이 가자 도현아.                                                                          | 金鎮炯 | 呂貞美 | 2023年10月16日 | 0.867                 |
| 世羅決定幫助松兒、真宇，並為自己以前的作為致歉。美江為自己當初的選擇而反省，並為了制裁道賢，向盈恩、潤模求助。太龍試圖接觸美江，在道賢、美江之間權衡。大家得知治煥逃獄後，感到震驚，除了思考治煥藏身在何處，松兒、世羅也擔心治煥的安危。貞任公開切割治煥與陽光化妝品的關係，以平息騷動。道賢、木燦擔心治煥會上門尋仇，都做了治煥掐死他們的夢，華順則擔心道賢幹了壞事。治煥化名為金氏，躲在漁村從事漁業。 | |        |        |                |                       |
| 117 | 這是順英畫的啊。 순영이가 그려준 기다.                                                                      | 金鎮炯 | 呂貞美 | 2023年10月17日 | 0.824                 |
| 治煥被一名失智奶奶收留。漁夫郭氏（朴忠善飾演）以為治煥想要自殺，因此鼓勵治煥，並提供工作給他。松兒向李刑警表示治煥可能是遭到道賢的陷害。美江為了保護公司，想要變得強大，因此向潤模學習如何管理公司。世羅慫恿道賢出售武正集團的陽光化妝品持股，成立武正集團的子公司，道賢則決定動用這筆錢來和太龍交易。治煥在漁村看見順英畫的壁畫，並聽聞村民憶起順英的不幸，不禁感到悔恨。松兒、貞任、浩英試圖說動太龍，淑子卻表示能夠理解太龍，認為太龍是因為沒有家人、沒被愛過，為了生存只好向錢靠攏的心境。 | |        |        |                |                       |
| 118 | 文道賢的罪最終會被揭發的。 문도현의 죄도 결국 밝혀질 거예요.                                                | 金鎮炯 | 呂貞美 | 2023年10月18日 | 0.860                 |
| 松兒勸太龍不要創造下一個治煥，但太龍最後還是拿證據和道賢交易。太龍拿到錢後，道賢卻找黑道了結太龍，但黑道反而被太龍和潤發擺平。松兒得知治煥將在《事件探查隊》直播時，被公開通緝，而深怕道賢因此逃脫嫌疑。郭氏觀看節目後，發現金氏就是通緝犯治煥，但失智奶奶試圖保全治煥不被警察捉捕。治煥在失智奶奶家發現順英的行囊，裡頭裝有媽媽手冊和嬰兒用品，令他越加悔恨。世羅故意挑釁太龍，使太龍決定揭發道賢。道賢在節目上把罪行推給治煥，結果太龍向節目舉報，揭露道賢購買液體安眠藥的影像。美江確知道賢的犯行後，深受打擊而昏厥。治煥聯繫松兒，坦言為活著的自己感到羞愧。 《事件探查隊》播出在即，所有人齊聚一堂。                              | |        |        |                |                       |
| 119 | 要找到爸爸…… 아버지를 찾아야죠..                                                                            | 金鎮炯 | 呂貞美 | 2023年10月19日 | 0.882                 |
| 松兒、真宇為了找尋治換，而開始奔東西走。治煥對順英感到愧疚，打算投海自盡。松兒趕到海邊，勸治煥自首，並為了阻止治煥，而追著走向海裡的治煥。真宇為了救松兒，不顧對水的恐懼，也跳入海裡。美江對道賢殺害尚哲感到憤怒，但道賢否認犯行。世羅不再相信表裡不一的道賢，因此向警方自首、遞交證據，揭露道賢擔任檢察官時的惡行。華順得知道賢的惡行，深受打擊。治煥、松兒、真宇被送往醫院，但松兒意識昏迷，未能脫離險境。 | |        |        |                |                       |
| 120 | 太晚醒悟……對不起。 너를... 너무 늦게 깨달아서 미안해.                                                       | 金鎮炯 | 呂貞美 | 2023年10月20日 | 0.816                 |
| 道賢對華順感到歉疚，並選擇跳樓自盡，被華順、木燦親眼目睹。在道賢的喪禮上，華順怪罪松兒，但松兒擁抱華順、安撫她。松兒的判決獲得平反、獲判無罪，治煥則遭判無期徒刑。治煥在牢中看著松兒和真宇的喜帖，對自己從松兒身邊奪走順英、利昌的生命感到悔恨。世羅試著理解做父母的心境，不悔當治煥的女兒。松兒、真宇婚後領養了小孩；世羅辭去工作後，偶然之下，與李刑警產生情愫；治煥在獄中刻了一隻木偶，送給了孫女。 | |        |        |                |                       |

## 收視率
| 集數 | 集數        | 每季集數 | 每季集數 | 每季集數 | 每季集數 | 每季集數 | 每季集數 | 每季集數 | 每季集數 | 每季集數 | 每季集數 |
| 集數 | 集數        | 1        | 2        | 3        | 4        | 5        | 6        | 7        | 8        | 9        | 10       |
| ---- | ----------- | -------- | -------- | -------- | -------- | -------- | -------- | -------- | -------- | -------- | -------- |
|      | 第1-10集    | 604      | 625      | 782      | 736      | 624      | 810      | 898      | 821      | 875      | 827      |
|      | 第11-20集   | 874      | 802      | 766      | 928      | 925      | 758      | 717      | 734      | 817      | 763      |
|      | 第21-30集   | 811      | 747      | 631      | 897      | 826      | 815      | 758      | 742      | 795      | 805      |
|      | 第31-40集   | 769      | 633      | 703      | 678      | 674      | 674      | 646      | 788      | 629      | 696      |
|      | 第41-50集   | 745      | 702      | 722      | 739      | 701      | 750      | 806      | 783      | 611      | 723      |
|      | 第51-60集   | 666      | 801      | 842      | 728      | 848      | 817      | 696      | 821      | 733      | 689      |
|      | 第61-70集   | 797      | 766      | 975      | 787      | 798      | 781      | 819      | 773      | 707      | 789      |
|      | 第71-80集   | 795      | 896      | 831      | 849      | 861      | 870      | 825      | 863      | 818      | 799      |
|      | 第81-90集   | 720      | 776      | 820      | 900      | 871      | 925      | 897      | 887      | 958      | 954      |
|      | 第91-100集  | 998      | 769      | 907      | 929      | 975      | 898      | 824      | 898      | 873      | 845      |
|      | 第101-110集 | 764      | 840      | 918      | 878      | 1009     | 1084     | 876      | 950      | 987      | 997      |
|      | 第111-120集 | 907      | 863      | 760      | 880      | 918      | 867      | 824      | 860      | 882      | 816      |

| 集數 | 標題                                                 | 播出日期       | 尼爾森全國收視率 | 尼爾森全國收視率 | 尼爾森首都圈收視率 | 尼爾森首都圈收視率 | TNMS 全國收視率 |
| 集數 | 標題                                                 | 播出日期       | 家庭戶比例       | 人數（百萬）     | 家庭戶比例         | 人數（百萬）       | TNMS 全國收視率 |
| ---- | ---------------------------------------------------- | -------------- | ---------------- | ---------------- | ------------------ | ------------------ | --------------- |
| 1    | 不論用什麼手段或方法，都要解決掉。                   | 2023年4月17日  | 3.7%             | 0.604            | 3.3%               | 0.362              | 5.5%            |
| 2    | 我一定要幸福。                                       | 2023年4月18日  | 4.0%             | 0.625            | 3.5%               | 0.369              | 5.7%            |
| 3    | 我們的孩子不見了。                                   | 2023年4月19日  | 4.3%             | 0.782            | 3.5%               | 0.443              | 5.6%            |
| 4    | 是真宇哥對吧？                                       | 2023年4月20日  | 4.6%             | 0.736            | 4.1%               | 0.428              | 5.8%            |
| 5    | 如果海仁是我妹妹就好了。                             | 2023年4月21日  | 3.7%             | 0.624            | 3.2%               | 0.369              | 5.6%            |
| 6    | 把海仁當成我女兒來扶養。                             | 2023年4月24日  | 4.7%             | 0.810            | 4.0%               | 0.468              | 5.8%            |
| 7    | 抓住羅貞任！不論手段或方法，立刻！                   | 2023年4月25日  | 5.5%             | 0.898            | 5.0%               | 0.546              | 5.6%            |
| 8    | 海仁不見了，這是什麼意思？                           | 2023年4月26日  | 4.9%             | 0.821            | 4.2%               | 0.467              | 5.4%            |
| 9    | 一定會醒來。會沒事的。                               | 2023年4月27日  | 5.3%             | 0.875            | 4.6%               | 0.517              | 5.4%            |
| 10   | 我……要被真宇哥家領養了。                             | 2023年4月28日  | 4.8%             | 0.827            | 4.4%               | 0.508              | 5.0%            |
| 11   | 李海仁妳，絕對不能是我的血脈。                       | 2023年5月1日   | 4.7%             | 0.874            | 4.4%               | 0.559              | 5.8%            |
| 12   | 記得車禍發生的當下嗎？                               | 2023年5月2日   | 4.7%             | 0.802            | 4.2%               | 0.501              | 5.7%            |
| 13   | 羅貞任、李海仁，帶到我面前來。                       | 2023年5月3日   | 4.8%             | 0.766            | 4.2%               | 0.442              | 6.1%            |
| 14   | 要我撫養江治煥與羅貞任他倆的孩子嗎？                 | 2023年5月4日   | 5.3%             | 0.928            | 4.7%               | 0.550              | 6.2%            |
| 15   | 你竟敢背叛我？                                       | 2023年5月5日   | 5.1%             | 0.925            | 4.9%               | 0.581              | 5.7%            |
| 16   | 羅貞任死了……？                                       | 2023年5月8日   | 4.5%             | 0.758            | 4.3%               | 0.468              | 6.1%            |
| 17   | 你應該選擇忠心於我。                                 | 2023年5月9日   | 4.4%             | 0.717            | 3.4%               | 0.377              | 5.3%            |
| 18   | 多久沒家族旅行了。放鬆地去吧。                       | 2023年5月10日  | 4.4%             | 0.734            | 4.0%               | 0.463              | 5.9%            |
| 19   | 那時就知道了。那個人，知道海仁是他女兒！             | 2023年5月11日  | 4.8%             | 0.817            | 4.4%               | 0.505              | 7.2%            |
| 20   | 我是尹松。是令我父母驕傲的女兒，尹松！               | 2023年5月12日  | 4.7%             | 0.763            | 4.2%               | 0.444              | 7.4%            |
| 21   | 為什麼現在才來，知道我等了多久了嗎。                 | 2023年5月15日  | 4.8%             | 0.811            | 4.8%               | 0.533              | 6.0%            |
| 22   | 這一切，都是因為那女人。                             | 2023年5月16日  | 4.4%             | 0.747            | 4.3%               | 0.464              | 5.0%            |
| 23   | 為什麼現在我會想起你。                               | 2023年5月17日  | 4.3%             | 0.631            | 3.8%               | 0.362              | 5.3%            |
| 24   | 雖然媽媽的初戀失敗了，但我的初戀會成功的。           | 2023年5月18日  | 5.4%             | 0.897            | 4.7%               | 0.496              | 6.2%            |
| 25   | 真宇一定是跟女人在一起！                             | 2023年5月19日  | 4.5%             | 0.826            | 4.3%               | 0.530              | 5.2%            |
| 26   | 這不像像話啊！怎麼會有這種巧合！                     | 2023年5月22日  | 4.7%             | 0.815            | 4.2%               | 0.486              | 5.3%            |
| 27   | 媽媽最大，媽媽說了算！聽媽媽的話！                   | 2023年5月23日  | 4.6%             | 0.758            | 4.2%               | 0.458              | 5.8%            |
| 28   | 誰都不准碰我的家人。誰都不准！                       | 2023年5月24日  | 4.6%             | 0.742            | 4.2%               | 0.446              | 6.3%            |
| 29   | 就不能讓她幸福地過活嗎？                             | 2023年5月26日  | 4.4%             | 0.795            | 4.2%               | 0.515              | 6.0%            |
| 30   | 今天見面，會明確表達我的心意。                       | 2023年5月29日  | 4.6%             | 0.805            | 3.7%               | 0.430              | 5.2%            |
| 31   | 是哥哥你害怕。害怕我像李海仁那樣突然死掉。           | 2023年5月30日  | 4.4%             | 0.769            | 3.9%               | 0.472              | 5.3%            |
| 32   | 我也……是時候該整理掉這段因緣了。                     | 2023年5月31日  | 3.9%             | 0.633            | 3.3%               | 0.396              | 5.2%            |
| 33   | 來我們家的那個時候。你說了……什麼謊言？               | 2023年6月1日   | 4.2%             | 0.703            | 3.7%               | 0.425              | 6.2%            |
| 34   | 吳華順小姐失蹤了。                                   | 2023年6月2日   | 4.2%             | 0.678            | 3.8%               | 0.430              | 5.7%            |
| 35   | 都是因為我。如果我好好做的話……                       | 2023年6月5日   | 3.9%             | 0.674            | 3.7%               | 0.431              | 5.3%            |
| 36   | 河真宇，都是因為你！                                 | 2023年6月6日   | 4.0%             | 0.674            | 4.0%               | 0.445              | 6.0%            |
| 37   | 對世羅做好心理準備。                                 | 2023年6月7日   | 4.2%             | 0.646            | 3.6%               | 0.382              | 5.5%            |
| 38   | 這是扣押搜索票。                                     | 2023年6月8日   | 4.9%             | 0.788            | 4.5%               | 0.483              | 5.6%            |
| 39   | 世羅活下來，和媽媽一起活著。媽媽保護妳。             | 2023年6月9日   | 4.1%             | 0.629            | 3.9%               | 0.411              | 5.0%            |
| 40   | 我現在怎麼見真宇哥                                   | 2023年6月12日  | 4.2%             | 0.696            | 4.1%               | 0.460              | 5.7%            |
| 41   | 蔡盈恩決定公開處刑，無論用什麼手段都要阻止。         | 2023年6月13日  | 4.1%             | 0.745            | 3.8%               | 0.487              | 5.7%            |
| 42   | 結果你！也是……連我都守護不了世羅。                   | 2023年6月14日  | 4.4%             | 0.702            | 4.3%               | 0.469              | 5.5%            |
| 43   | 原諒我一次，盈恩啊。真的對不起……                     | 2023年6月15日  | 4.4%             | 0.722            | 4.0%               | 0.444              | 5.9%            |
| 44   | 我們松兒到底為什麼會在這……那麼她見過蔡盈恩了？！！！ | 2023年6月16日  | 4.4%             | 0.739            | 4.6%               | 0.494              | —               |
| 45   | 利昌先生我想你。真的好想你……                         | 2023年6月19日  | 4.2%             | 0.701            | 4.2%               | 0.435              | 5.2%            |
| 46   | 我要到陽光就職了！                                   | 2023年6月20日  | 4.8%             | 0.750            | 4.5%               | 0.464              | 5.7%            |
| 47   | 你真的要離婚嗎？！真心的嗎？                         | 2023年6月21日  | 4.8%             | 0.806            | 4.4%               | 0.504              | 5.6%            |
| 48   | 我要搬去那間房子了。這是怎麼辦到的？                 | 2023年6月22日  | 4.8%             | 0.783            | 4.3%               | 0.498              | 5.7%            |
| 49   | 妳怎麼會……！妳為什麼會在這？                         | 2023年6月23日  | 4.0%             | 0.611            | 3.3%               | 0.362              | 4.8%            |
| 50   | 是你讓尹利昌成為吸毒犯。                             | 2023年6月26日  | 4.5%             | 0.723            | 3.9%               | 0.446              | 5.7%            |
| 51   | 我真的希望你能從我眼前消失。                         | 2023年6月27日  | 4.3%             | 0.666            | 3.8%               | 0.413              | 5.8%            |
| 52   | 羅貞任，妳怎麼會在利昌先生家？                       | 2023年6月28日  | 4.9%             | 0.801            | 4.5%               | 0.483              | 5.5%            |
| 53   | 可以跟大叔談一談嗎。                                 | 2023年6月29日  | 5.1%             | 0.842            | 4.3%               | 0.456              | 6.8%            |
| 54   | 尹瑟，妳在背後捅我一刀？                             | 2023年6月30日  | 4.5%             | 0.728            | 3.9%               | 0.447              | 4.9%            |
| 55   | 山莊沒有發生火災吧？！                               | 2023年7月3日   | 4.9%             | 0.848            | 4.5%               | 0.560              | 5.4%            |
| 56   | 很謝謝你活下來，爸爸！！！                           | 2023年7月4日   | 4.7%             | 0.817            | 4.1%               | 0.497              | 5.6%            |
| 57   | 羅……貞任？！妳……不是死了嗎。妳怎麼會。               | 2023年7月5日   | 4.2%             | 0.696            | 3.9%               | 0.436              | 4.8%            |
| 58   | 一定會水落石出。犯人並不是尹松。                     | 2023年7月6日   | 5.0%             | 0.821            | 4.3%               | 0.472              | 5.6%            |
| 59   | 請求傳喚江世羅作為證人。                             | 2023年7月7日   | 4.6%             | 0.733            | 3.8%               | 0.402              | 5.3%            |
| 60   | 起火點是在這個位置。                                 | 2023年7月10日  | 4.2%             | 0.689            | 3.6%               | 0.376              | 4.8%            |
| 61   | 現在我要緊緊地守在媽媽身旁。                         | 2023年7月11日  | 4.6%             | 0.797            | 4.0%               | 0.512              | 5.4%            |
| 62   | 可以解釋一下這張照片嗎？                             | 2023年7月12日  | 4.4%             | 0.766            | 3.9%               | 0.481              | 5.0%            |
| 63   | 這個人……是生下我的人嗎！                             | 2023年7月13日  | 5.5%             | 0.975            | 5.0%               | 0.587              | 6.0%            |
| 64   | 多虧你，我學到很多。得到了很大的教訓。               | 2023年7月14日  | 4.9%             | 0.787            | 4.7%               | 0.526              | 5.5%            |
| 65   | 李順英小姐是否還活著，我想要知道。                   | 2023年7月17日  | 4.9%             | 0.798            | 4.4%               | 0.456              | 6.4%            |
| 66   | 找到我的親生母親了。                                 | 2023年7月18日  | 4.7%             | 0.781            | 4.5%               | 0.469              | 5.8%            |
| 67   | 提告傷害，你絕對不要和解。                           | 2023年7月19日  | 4.9%             | 0.819            | 4.6%               | 0.522              | 5.5%            |
| 68   | 妳也是我女兒呀。                                     | 2023年7月20日  | 4.6%             | 0.773            | 4.1%               | 0.450              | 5.8%            |
| 69   | 不要再傷害公司了，快點辭職滾蛋！                     | 2023年7月21日  | 4.2%             | 0.707            | 3.9%               | 0.438              | 5.2%            |
| 70   | 我在尋找並收集證據。                                 | 2023年7月24日  | 4.7%             | 0.789            | 4.2%               | 0.481              | 6.2%            |
| 71   | 今天河潤模會長舉著白旗到來。                         | 2023年7月25日  | 4.6%             | 0.795            | 4.2%               | 0.494              | 5.8%            |
| 72   | 所以是多少錢。損失了多少。                           | 2023年7月26日  | 5.8%             | 0.896            | 5.7%               | 0.586              | 6.2%            |
| 73   | 媽媽⋯⋯！和媽媽住過這房間！                           | 2023年7月27日  | 5.4%             | 0.831            | 5.1%               | 0.515              | 6.0%            |
| 74   | 釜山？！我為什麼要去那。為什麼要被流放。             | 2023年7月28日  | 5.1%             | 0.849            | 5.1%               | 0.578              | 5.2%            |
| 75   | 就是你這傢伙做的！                                   | 2023年7月31日  | 5.5%             | 0.861            | 5.4%               | 0.556              | 5.8%            |
| 76   | 等著吧，因為活著將是地獄。                           | 2023年8月1日   | 5.3%             | 0.870            | 5.2%               | 0.552              | 6.1%            |
| 77   | 那骯髒的假面具，一定會把它摘下來。                   | 2023年8月2日   | 4.8%             | 0.825            | 4.3%               | 0.531              | 5.3%            |
| 78   | 看看最後是誰會在背後被捅一刀。                       | 2023年8月4日   | 5.1%             | 0.863            | 4.8%               | 0.532              | —               |
| 79   | 爸，他們到底是誰？                                   | 2023年8月7日   | 5.1%             | 0.818            | 4.8%               | 0.516              | —               |
| 80   | 確實是因殺人未遂嫌疑而被緊急拘捕。                   | 2023年8月8日   | 5.2%             | 0.799            | 5.0%               | 0.479              | —               |
| 81   | 請給予找尋真的犯人的機會。                           | 2023年8月9日   | 4.4%             | 0.720            | 4.4%               | 0.458              | —               |
| 82   | 我是江治煥副社長的親生女兒。                         | 2023年8月11日  | 5.0%             | 0.776            | 5.5%               | 0.518              | 5.9%            |
| 83   | 我現在不會再住在這個家了。                           | 2023年8月14日  | 4.8%             | 0.820            | 4.6%               | 0.534              | 6.2%            |
| 84   | 全美江理事？理事為什麼？                             | 2023年8月15日  | 5.2%             | 0.900            | 5.5%               | 0.635              | 5.5%            |
| 85   | 結果又把我趕得遠遠的嗎。                             | 2023年8月16日  | 5.1%             | 0.871            | 4.9%               | 0.556              | 5.6%            |
| 86   | 原封不動地奉還給你。                                 | 2023年8月17日  | 5.5%             | 0.925            | 5.2%               | 0.606              | 6.1%            |
| 87   | 你希望我的家庭支離破碎嗎？                           | 2023年8月18日  | 5.8%             | 0.897            | 5.4%               | 0.544              | 6.3%            |
| 88   | 世羅什麼都不知道。世羅必須什麼都不知道。             | 2023年8月21日  | 5.4%             | 0.887            | 4.8%               | 0.576              | 6.4%            |
| 89   | 世羅……是誰的孩子呢？                                 | 2023年8月22日  | 5.4%             | 0.958            | 4.8%               | 0.588              | 6.4%            |
| 90   | 推使江治煥如何？                                     | 2023年8月23日  | 5.6%             | 0.954            | 5.3%               | 0.619              | 6.1%            |
| 91   | 被關在冷凍貨車裡。                                   | 2023年8月24日  | 6.0%             | 0.998            | 5.3%               | 0.607              | 7.0%            |
| 92   | 好對不起你怎麼辦。應該相信你的。                     | 2023年8月25日  | 4.8%             | 0.769            | 4.8%               | 0.526              | 6.4%            |
| 93   | 你說的沒錯。我就個僕人。                             | 2023年8月28日  | 5.7%             | 0.907            | 5.4%               | 0.565              | 6.2%            |
| 94   | 你和尹松不該活下來。                                 | 2023年8月29日  | 6.0%             | 0.929            | 5.9%               | 0.619              | 7.1%            |
| 95   | 謝謝你。記得我……沒有忘了我。                         | 2023年8月30日  | 5.8%             | 0.975            | 5.5%               | 0.602              | 6.5%            |
| 96   | 好像……該開始認真地設下陷阱。                         | 2023年8月31日  | 5.8%             | 0.898            | 5.5%               | 0.564              | 5.9%            |
| 97   | 會怒力超越江治煥副社長。                             | 2023年9月1日   | 5.4%             | 0.824            | 5.0%               | 0.502              | 5.4%            |
| 98   | 抱抱我，哥。我真的好難受。                           | 2023年9月4日   | 5.5%             | 0.898            | 5.3%               | 0.556              | 6.1%            |
| 99   | 在4年前的山莊火災事件引燃灰燼，都是事實不是嗎。      | 2023年9月5日   | 5.5%             | 0.873            | 5.0%               | 0.543              | 5.9%            |
| 100  | 說過只要相信我了吧。要幸福喔，公主？                 | 2023年9月6日   | 5.0%             | 0.845            | 4.3%               | 0.513              | 6.0%            |
| 101  | 不參加唯一的女兒的相見禮像話嗎？                     | 2023年9月7日   | 5.0%             | 0.764            | 4.4%               | 0.469              | —               |
| 102  | 對你文道賢來說，世羅的血型為何這麼重要？             | 2023年9月8日   | 5.2%             | 0.840            | 4.8%               | 0.525              | —               |
| 103  | 大家好，我是新任副社長尹松。                         | 2023年9月11日  | 6.0%             | 0.918            | 5.4%               | 0.564              | 6.5%            |
| 104  | 現在好像可以開始公開報導了！                         | 2023年9月12日  | 5.4%             | 0.878            | 5.2%               | 0.558              | 6.8%            |
| 105  | 我才是家長！我才是主人！                             | 2023年9月13日  | 6.1%             | 1.009            | 5.8%               | 0.634              | 5.9%            |
| 106  | 媽媽也是這麼煎熬嗎？                                 | 2023年9月14日  | 6.3%             | 1.084            | 5.9%               | 0.684              | 7.0%            |
| 107  | 4年前的山莊火災事件……那就是我做的。                  | 2023年9月15日  | 5.3%             | 0.876            | 4.8%               | 0.547              | 5.9%            |
| 108  | 現在是我最夢幻的時刻啊。世羅啊。                     | 2023年9月18日  | 5.8%             | 0.950            | 5.8%               | 0.622              | 6.9%            |
| 109  | 媽媽……！記憶真的恢復了嗎？                           | 2023年9月20日  | 5.8%             | 0.987            | 5.6%               | 0.628              | 7.2%            |
| 110  | 多麼爽快又驚人的一手啊。                             | 2023年9月22日  | 6.3%             | 0.997            | 6.1%               | 0.645              | 5.9%            |
| 111  | 道賢啊，為什麼你要貸款？                             | 2023年10月9日  | 5.1%             | 0.907            | 4.9%               | 0.586              | 6.0%            |
| 112  | 就連在我們世羅身邊晃過都不要。                       | 2023年10月10日 | 5.1%             | 0.863            | 5.1%               | 0.569              | 6.6%            |
| 113  | 知道你毀了多少人的人生嗎？                           | 2023年10月11日 | 4.7%             | 0.760            | 4.3%               | 0.460              | 6.1%            |
| 114  | 那麼他真的對爺爺……做了那種事？                       | 2023年10月12日 | 5.7%             | 0.880            | 5.4%               | 0.559              | 6.7%            |
| 115  | 我們都是被害者。                                     | 2023年10月13日 | 5.7%             | 0.918            | 5.3%               | 0.582              | 6.1%            |
| 116  | 一起走吧道賢啊。                                     | 2023年10月16日 | 5.7%             | 0.867            | 5.7%               | 0.540              | 5.9%            |
| 117  | 這是順英畫的啊。                                     | 2023年10月17日 | 5.5%             | 0.824            | 5.2%               | 0.498              | 6.4%            |
| 118  | 文道賢的罪最終會被揭發的。                           | 2023年10月18日 | 5.5%             | 0.860            | 5.4%               | 0.567              | 6.3%            |
| 119  | 要找到爸爸……                                         | 2023年10月19日 | 5.9%             | 0.882            | 5.6%               | 0.560              | 7.1%            |
| 120  | 太晚醒悟……對不起。                                   | 2023年10月20日 | 5.4%             | 0.816            | 5.4%               | 0.542              | 6.9%            |

## 外部連結
- 官方网站
- MBC Global Media官方網站（简体中文）
- Daum上《天空的因緣》的資料
- NAVER上《天空的因緣》的資料